# 平清盛 (NHK大河ドラマ)
『平清盛』（たいらのきよもり）は、2012年1月8日から12月23日まで放送されたNHK大河ドラマ第51作。大河ドラマシリーズ生誕50周年記念作品。平清盛の生涯を中心に、壇ノ浦の戦いまでの平家一門の栄枯盛衰を語り部・源頼朝の視点を通して描く。
2005年（平成17年）の『義経』以来となる平安時代を描いた作品であるとともに、1972年（昭和47年）の『新・平家物語』以来40年ぶりに平清盛を主役とした作品となった。松山ケンイチのNHK大河ドラマ初主演作。
大河ドラマの枠を拡大する形で前年まで放送された『坂の上の雲』の終了に伴い、通年放送の大河ドラマはこの作品から再び12月終了に戻った。

## 企画・制作

### 放送まで
2010年8月4日にNHK放送センターで制作発表が行われたが、その際にこれまでの大河とは異なる試みとして番組のイメージを示したビデオが公開された。このビデオは、当日のNHKのテレビニュースでも一部が流された。
主人公・平清盛役の松山は、制作発表にて「一族の絆を描く平安のゴッドファーザー」という作品のテーマに興味を持った自身の志願を受けた起用について、「日本を元気にするような作品にしたいです」と抱負を述べている。
ドラマの語り部となる源頼朝役には、岡田将生が起用されることが2011年8月8日に発表された。岡田は大河ドラマ史上最年少の語り担当となる。
クランクインは2011年8月19日、岩手県の奥州市で東日本大震災発生以来初となるNHKドラマでの東北地方での大規模ロケを敢行して開始された。また大河ドラマ史上初の試みとして、東日本大震災の被災者らを招待しての「交流会」をえさし藤原の郷で行った。

### 作品構成
ストーリー構成は、第1回から清盛の育ての父・忠盛が亡くなる第16回までを第1部、清盛が平氏一門の棟梁となった第17回から保元の乱と平治の乱を経て公卿となった清盛が嚴島に経典を納める第30回までを第2部とし、第31回をもって第3部に入る。これに合わせてオープニングの映像にも変化があり、第1部・第2部の武者装束の若き清盛が矢を放つカットが第3部では壮年期の清盛が直衣姿で扇を手に舞を舞う姿に差し替えられている。
また第7回より冒頭部分に30秒間の「きょうの見どころ」コーナーが追加されている。作中の複雑な人物背景などを、視聴者に分かりやすく紹介することを目的としている。

### 劇中音楽
劇中音楽を吉松隆が担当し、テレビドラマの音楽を担当するのはこれが初であった。
『梁塵秘抄』に収められた今様「遊びをせんとや生まれけむ」が「夢中になって生きる」というメッセージとしてドラマ全体を貫くテーマとなっている。テーマ音楽に舘野泉によるピアノソロと「普通の子供が普通に口ずさんでいるような」イメージで採用された子役の松浦愛弓による歌唱で「遊びをせんとや」のメロディが用いられているほか、劇中でも清盛の子守唄として使用された。「遊びをせんとや」のメロディの作曲に当たって、吉松は音声合成ソフトウェア「初音ミク」を使用した。
また、「タルカス」より「噴火」「マンティコア」「アクアタルカス」（エマーソン・レイク&パーマー）の吉松編曲によるオーケストラ版と吉松の旧作「5月の夢の歌」が劇中で使用されている。「タルカス」は「イメージソング」的な位置づけとして新番組予告でも用いられた。「5月の夢の歌」はピアノ編曲がされ、清盛を取り巻く家族の心の「絆」のイメージ曲としてとして使用される。

### 儀式・儀礼考証
大河ドラマ初の「儀式・儀礼考証」が行われ、様々な宮中行事が再現された。儀式・儀礼考証の担当は佐多芳彦が手掛けた。舞台となる平安時代の貴族社会では儀礼や儀式が政治・交流の場であり、重要であるとの認識からである。

## 作品の反響
しかし、本作は後述するように視聴率的に苦戦した。一方で、若い女性の間ではマニアックな好評も得て雑誌での特集等もされた。

### 視聴率
1月8日に放送された第1回の視聴率は17.3%で、初回としては『功名が辻』（2006年、19.8%）以来の20%割れにして、51作目までの中では3番目に低い数字となった。8月5日放送の第31回は裏番組がロンドンオリンピック女子マラソン中継（関東での平均視聴率が22.5%）だったこともあり、視聴率記録が集計されている1989年以降で最低かつ初の一桁台となる7.8%となった
。さらに第45回で最低視聴率を更新（7.3%）するなど視聴率一桁台は9回にも達した。
全話平均視聴率は12.0%、最高視聴率は17.8%で、ともに『花の乱』（それぞれ14.1%、18.3%）を下回る当時の最低記録となった。
低視聴率への批判に対して主役の松山が10月26日にクランクアップした際、真摯に作品に臨みながら最低を叩き出すことは最高を達成することと同じように難しいので、むしろ光栄に思う旨の発言をしている。

### 時代考証
初回放送について、物語の舞台となる兵庫県の井戸敏三知事が1月10日の記者会見で「画面が汚くチャンネルを回す気にならない」「もっと華やかで生き生きした清盛を」「ドラマの人気で観光に影響が出る」と批判した。一方、神戸市の矢田立郎市長は1月11日の記者会見で「実際の時代背景、当時の状況も考慮したセットを使っており、制作側の一貫した思いがあると思う。違和感はなかった」と発言している。
また本作では法皇・上皇を中心とする「家」を表現する用語として、「王家」という用語が採用され、ドラマ内で「王家」のせりふが多く使われている。時代考証を担当した本郷和人教授も天皇・上皇らをファミリーとして考える概念が出現していないため、当時の言葉では「王家」「天皇家」の用語は使用されていないとし、「天皇家と呼んでも王家と呼んでも、間違いではない」が、制作スタッフの間で天皇の家を何と表現するか真剣な討論がなされ、現在の学界で市民権を得ている「王家」の呼称を採用するよう学問的見地から提案したとしている。なお、歴史学者の黒田俊雄が提唱した「王家」という用語には異論も存在している。
番組が「王家」という用語を使用したことについてはインターネットなどで「天皇家の権威をおとしめる表現」「皇室もしくは天皇家と呼ぶべき」といった反発がある。その根拠として歴史的に中国では「皇帝」が最も位が高く、朝鮮など近隣諸国の「王」を従えていると考えられてきたこと、韓国のメディアが日本の天皇を侮蔑の意味を込めて「王」と呼ぶ場合があることなどがあるが、本郷は皇室を貶めるものではないと説明している。
磯智明番組チーフ・プロデューサーは「学説でも『王家』でまとまっているわけではございません」とし、「王家」の使用は「ドラマの中でとどめる」ものと説明している。
この問題は同年の参議院総務委員会NHKの予算審議の一質問として取り上げられ、NHK会長が平安末期から鎌倉期にかけての中世史研究の専門家の主張に基づき「王家」という言葉を使用したと回答した。

### 公式Twitter
6月21日の放送（第24回）では、Eテレなどで放送中の番組「ドラマチック・アクターズ・ファイル」の公式Twitterアカウントを利用して、試験的に本作プロデューサーの磯智明が番組解説を行うという取り組みが行われた。19時頃より順次解説をはじめ、20時の番組開始からはリアルタイムでの実況解説を、また番組終了後も視聴者からの質疑応答を交えながら補足解説などを行った。なお同ツイートでは出演者の窪田正孝と高橋愛もコメントを残している。
後に公式アカウントが正式に発足し、2012年10月21日現在のフォロワーは1万8000人を超えている。この企画は7月8日の放送（第27回）以降でも不定期に行われている。こういった放送と同時進行の解説は大河ドラマ史上初のことであった。
Twitterが公開した、2012年における会話のトレンドの動向をまとめた「Year on Twitter」では、本作は話題になったテレビドラマの1位を獲得している。
放送中、公式ツイッターには視聴者による本作を題材としたパロディや俳優の似顔絵などのイラストが自然発生的に多数寄せられており、これらは「盛絵（もりえ）」と呼ばれている。寄稿しているのは一般視聴者であるが、中にはゆうきまさみ、北崎拓、もんでんあきこ、久世番子、高田明美、折原みと、海野つなみ、宇仁田ゆみなどのプロの漫画家、イラストレーターの参加者もあった。
イラストは主にツイッター上の画像投稿機能で受け付けられているが、公式サイトでも画像投稿フォームにて募集が行われていた。またこれらのイラストのうち約300点を展示するイベントが東京・銀座で行われたのを始めに神戸、広島、青森、高松の各地で展示が行われた。

### その後の評価
2016年2月19日にTBSラジオの番組『荻上チキ・Session-22』内で「今夜決定！最高の大河ドラマ」という特集が放送され、同番組リスナーや出演者が1人1票で投票した順位の結果が発表された。この時点まで発表された全ての大河ドラマ全54作が対象で総投票数1,000票以上の大規模なものであったが、2位『独眼竜政宗』88票、3位『新選組!』81票に対して、本作は209票という大差で第1位になった。この結果について、番組内で時代劇研究家の春日太一が「視聴率が悪かった為にむしろ熱心に見ようという人が多かったんです」「とにかく人物関係をかなり細かく詳しくやった」「ネットとともに熱心に見ないといけない作品だったから、見る側の熱量は強かったです」等とコメントした。

## あらすじ
文治元年（1185年）、鎌倉の源頼朝の元に仇敵・平氏一門が壇ノ浦に滅んだとの一報がもたらされる。喜びに沸き、かつての平氏の棟梁・平清盛を罵る御家人たちに対し頼朝は思わず「平清盛なくして武士の世は無かった!」と叫んでしまう。そして、頼朝は武士の時代の礎を築いた男の一生に思いを馳せる。
第一部
武士が「王家の犬」と呼ばれ、藤原摂関家をはじめとする貴族たちから蔑まれていた時代、清盛は時の最高権力者・白河法皇の落胤として生を享け、平氏の棟梁・平忠盛の子として成長する。やがて自らの出生の秘密を知った清盛は「自分は何者なのか?」と思い悩みながら、平氏と並び立つ源氏の嫡男・源義朝と競い合うように一人前の武士へと成長していく。
第二部
清盛が平氏の棟梁を継承して間もなく、保元の乱が起こり、平氏と源氏も、後白河院・崇徳院それぞれの陣営に別れた骨肉の戦いの末、武士の力が戦の趨勢を決めたことに清盛・義朝は武士の世の到来を期待するが、勝利して権力を得た後白河院から、敗北した崇徳院方についた一族の処断を強いられる結果に終わる。乱後、実権を握った信西と組んで順調に出世する清盛に対し、冷遇される義朝は不満を募らせ、遂に反信西派の誘いに乗って行動を起こす。平氏と源氏、決着の時が迫っていた。
第三部
平治の乱に勝利した清盛は、昇進を重ねて太政大臣にまで上り詰め、平家は栄華を極める。出家して福原に移り住んだ清盛は、ここに念願の宋との交易を始める為の新しい港の建設を始める。しかし都では次第に平家の専横に対する王家・貴族たちの不満が高まり、相次ぐ平家排斥の動きに遂に清盛は決起し、後白河法皇を幽閉して自らが権力の頂に立つ。自らの理想とする国造りを強硬に推し進める清盛だが、そんな平家に不満を抱く東国の武士達が義朝の遺児・頼朝を旗頭として挙兵し、勢いを増していく中で病に倒れる。清盛の死後、平家は源氏に追い詰められ、遂に壇ノ浦で滅亡に至る。清盛が目指した「武士の世」の夢は頼朝へと受け継がれていった。

## 登場人物
人物の歴史上での詳細は、該当人物記事を参照。

### 平家一門

#### 平家一族
平清盛（たいら の きよもり）
（平太 → 平清盛）
演：松山ケンイチ（幼少期：前田旺志郎）
主人公。平忠盛の長男として育つが、実は白河院と舞子の子。幼名は平太（へいた）。
自分の出生の秘密を知ったことと、朝廷に忠実に仕える忠盛への軽蔑から荒れた少年期を過ごし、「無頼の高平太（たかへいた）」と呼ばれた。元服後も家を飛び出して西海で海賊退治をしていたが、都に連れ戻されて鳥羽院の北面の武士となったことで朝廷や貴族たちの実態と忠盛の真意を知り、父の生き方を理解していく。武士が蔑まれる世の中を少しでも「面白く生きる」ことを信条としており、宋の文物など新奇なものに惹かれる一方で、旧い権威や迷信の類を嫌う。
忠盛の死後、平氏の棟梁となる。鳥羽院と崇徳院をめぐる状況が悪化する中で両者の和解を願うが、自身の「守るべきもの」を優先し、鳥羽院に忠誠を誓う。保元の乱では旗幟を明らかにしないことで崇徳・後白河両陣営を天秤にかけ恩賞の吊り上げを図るが、後白河帝の挑発に乗る形で帝方へ参陣。戦後、信西の命に従って崇徳院方に着いた叔父・忠正の一党を処断し、敗れ去った者達の想いを背負って生きることを誓い、信西と組んで彼の政治改革を財力・兵力で支える。
信西に依頼されての熊野詣での最中に義朝らが謀反を起こすと、信西を救うために都に急行するが間に合わず、源氏との決着をつけることを決断。初めは恭順を装って源氏方の油断を誘う一方で、二条親政派の内通を誘って後白河院と二条帝を救出し、謀反人追討の勅を得ると直ちに行動し、源氏軍を打ち破る。戦後は源氏の残党の根絶やしを指示するが、池禅尼の懇願や常盤の姿に実母・舞子の姿を重ねてしまったことから頼朝や常盤の子らの命を助けてしまう。
二条帝の信頼を得て武士で初の公卿に上り、宋との交易を中心とした新しい国作りを目指すが、保守的な公卿たちの反対に遭ったことから更なる高みに上り、力を得ることを欲する。その野心に気付いた後白河院によって実権の無い太政大臣に据えられるが、在任中に一門の者達を次々に公卿に上らせ平家の権力を磐石なものとする。
50歳を迎えた直後に大病に倒れ、夢の中での白河院との対話から彼も自由に出来なかった「天下の三不如意」を意のままにすることを宣言し、棟梁を重盛に譲って出家し、都から離れた福原に隠退。福原を日宋交易を行う「平家の都」とする新たな国作りを目指す一方で、嘉応の強訴や殿下乗合事件で一門や都の人々に存在感を示し続ける。しかし、その過程で不満を持つ人々を力で押さえつけ、他者の犠牲を厭わない姿勢が兎丸の離反とその死を招く。
後白河院との関係が滋子の死を契機に破綻を来すと院の幽閉を図り、重盛に諫められ一度は思い止まるが、彼の死後、後白河院がその領地を奪うと怒りに任せて決起し院を幽閉、孫の安徳帝を擁して権力の頂に立つ。福原遷都など己が理想とする国作りを強引に進めるが、その精神は次第に狂気に支配されていき、頼朝の挙兵を機に正気を取り戻すが、既に心の軸を失い、剣すら振れない様になっていた。
後白河院との最後の双六に勝つと、武士が力で覇を競う時代の到来を予言して別れを告げる。間もなく熱病に倒れ、一門の人々に墓前に頼朝の首を供えるよう命じて亡くなった。死の直前に生霊となって西行の庵に現れ、一門の人々や頼朝へのもう一つの遺言を託していた。
平忠盛（たいら の ただもり）
演：中井貴一
平氏の棟梁。清盛の父。
武士の現状に強い不満を持っていた青年期に舞子との出会いと別れを経験し、彼女から清盛を託された時から「王家の犬で終わりたくない」との思いを抱くようになる。以後、清盛を武士の子として鍛え上げる一方で、朝廷に忠実に仕えることで武士の地位向上を図り、遂に武士初の殿上人となる。しかし、それは清盛との間に一時は溝を生じさせ、家盛を死に追いやる原因になった。
朝廷の意向により、公卿になることはかなわず、家盛を失ってからは「武士は何のために戦うのか」ということに自問自答し続け、「武士の世を作るために戦う」という答えを見出す。そして清盛を平氏の次期棟梁に定め、息子たちに愛用の品を形見分けし、また忠正ら一門の年長者と家人たちにはそれぞれの役目を遺言し、程なくして亡くなった。
平正盛（たいら の まさもり）
演：中村敦夫
忠盛の父。清盛の祖父にあたる。
「武士は院に仕えるもの」という考え方を持ち、忠盛が白河院に追われる舞子を匿うことに反対し、舞子を失った忠盛に院に逆らうことの愚かさを説いた。清盛が幼い頃に亡くなった。
平忠正（たいら の ただまさ）
演：豊原功補
忠盛の弟。清盛の叔父にあたる。
兄・忠盛の元で平氏一門を躍進させることを第一としており、一門の中でも高い発言力を持つ。そのため、忠盛が殿上人になった時には人目を憚らず嬉し泣きした。その一方で、平氏の血を引かない清盛を嫡男とすることに反対しており、家盛こそが平氏一門の正当な跡取りと考えていた。そのために一門の中でも、特に清盛に厳しく接する。ただし、清盛の息子たちには寛大な態度を取っており、「誰も好き好んで、血のつながりのあるなしで争わぬ」と言っている。
清盛の棟梁継承後も忠盛の遺言を守り、ご意見番として平氏を支える。保元の乱では頼盛が崇徳院方に参陣しようとしていることを知り、彼を一門の中で孤立させないため、そして平家一族の断絶を避けるために、頼盛に代って息子たちを率いて崇徳院方に参陣。清盛と骨肉の戦いを繰り広げるが、戦は帝方の勝利となり、敗走。のち伊藤忠清の縁者によって捕えられ、都に出頭させられる。清盛は助命に奔走するが、信西は忠正と息子たちの斬首を指示し、忠正は平氏の行く末を清盛に託して「要らぬ動きはするな」と忠告した上で、斬刑に甘んじた。
平時忠（たいら の ときただ）
演：森田剛
時子の弟。滋子（建春門院）の兄。
出世の望みの薄い下級貴族の家の生まれである事から怠惰な暮らしを送っていたが、時子が清盛と知己であると知るや、清盛に取り入って利を得るという目的のため、先妻・明子を亡くしていた清盛に姉・時子との縁談を勧めた。時子が清盛の後妻になって以降は、一門の合議に加わるようになる。
平治の乱後は清盛の引き立てで右少弁に上るが、甥の憲仁親王の立太子を目論んだことが二条帝の不興を買い、清盛の命で官職を返上し、さらに二条帝を呪詛したとの疑いをかけられ、出雲に流される。その後間もなく都に召還されて参議に就任し、弁舌の才を生かして朝廷内での工作活動に従事する。清盛が病に倒れると、時子の実子である宗盛が棟梁を継ぐべきと主張し、一門にわだかまりを残す。
建春門院の兄として朝廷でも重用されるが、嘉応の強訴事件に巻き込まれ官職を剥奪されてしまう。以後は福原の清盛と後白河院の連絡役を務める一方、清盛の意を受けて摂政・藤原基房に殿下乗合事件の報復を行う。さらに禿（かむろ）を洛中に放って平家に批判的な人々を断罪し、これを批判した兎丸に「平家にあらずんば人にあらず 」と言い放つ。
清盛の死後も一門の都落ちに従い、壇ノ浦の戦い後、神鏡を守った功により死罪を免れ、能登に流された。
平家盛（たいら の いえもり）
（平次 → 平家盛）
演：大東駿介（幼少期：藤本哉汰）
忠盛の次男。生母は池禅尼（宗子）。幼名は平次（へいじ）。
眉目秀麗で才気煥発、また血の繋がらない清盛を兄として慕っていた。しかし祇園闘乱事件をきっかけに実子でないのにも関わらず清盛を立てる事を強要される母の事を想い、清盛に代わって自身が平家を担うと宣言。そして藤原頼長の引立てにより重用されるようになるが、実は逆に一門を窮地に陥れるための頼長の陰謀と知り愕然となる。失意の中、宗子に対して胸中を明かしてから、鳥羽院の熊野詣に同行するも、帰路に落馬事故によって死去する。
平経盛（たいら の つねもり）
演：駿河太郎
忠盛の三男。清盛・家盛・教盛たちとはいずれも異母兄弟。
やや存在感が薄く、たまに一門の者からも忘れられてしまう。武芸よりも和歌や糸竹の芸に関心を示しているため、時忠からは「（武芸に優れた）教盛と合わせて一人前」と揶揄される。清盛からは「これからも平家の文の軸たれ」と遺言される。壇ノ浦で教盛と共に入水した。
平教盛（たいら の のりもり）
演：鈴之助
忠盛の四男。清盛・家盛・経盛たちとはいずれも異母兄弟。
兄弟の中でも特に武芸に優れているが、文芸に疎いために時忠からは「（文芸に優れた）経盛と合わせて一人前」と揶揄されることもある。
平治の乱後は清盛の引き立てで常陸介に出世するが、憲仁親王立太子の企みに関わった廉で清盛の命で官職を返上している。清盛からは「これからも平家の武の軸たれ」と遺言される。壇ノ浦で経盛と共に入水した。
平頼盛（たいら の よりもり）
（平五郎 → 平頼盛）
演：西島隆弘
忠盛の五男。生母は池禅尼。幼名は平五郎（へいごろう）。
直情径行型の清盛を苦手にしている。家盛と共に鳥羽院の熊野詣に同行し、家盛の最期を目撃した後、その最期の言葉を清盛に伝えた。家盛の死後は唯一の池禅尼の子としての立場から清盛をよく思わず、保元の乱では密かに崇徳院方に参陣しようとするが、池禅尼、そして忠正の説得にあって断念する。その後は自らの身代わりとなって崇徳院についた忠正への後ろめたさを清盛に見抜かれ、参陣を認められなかったことから清盛との間にわだかまりを抱える。平治の乱では忠盛から形見の品として受け継いだ銘刀「抜丸」を手に、源氏の軍勢と戦った。
平治の乱後は清盛の務めた大宰大弐の職に補され、大宰府に赴任する。しかし庶兄の教盛に参議昇進で先を越される等、一門の中では冷遇される。その後、摂関家や八条院の引き立てで念願の参議に上るが、職務怠慢を理由に後白河院によって解任される。失意の頼盛は清盛に一門からの放逐を願うが、清盛から福原造営の真意と自分が一門には不可欠な人間であると告げられたことで、「途轍もないことをしでかす兄を持った弟」の宿命を受け入れて一門を支えることを誓う。しかし、国の頂に立ち暴走する清盛を諫めたときは、聞き入れて貰えなかった。
清盛の遺言で「忠盛と池禅尼の血を守る」ことを託され、平家の都落ちには従わず、裏切り者の汚名を覚悟で鎌倉の頼朝を頼り、平家の血脈を残すことに成功する。壇ノ浦の戦いの翌年に亡くなった。
平忠度（たいら の ただのり）
演：ムロツヨシ
忠盛の六男。清盛たち兄弟の末弟。
熊野で生まれ育ったため、成人するまで兄たちとは面識がなかった。清盛の50歳を祝う宴にて兄達との対面を果たす。野生的な容姿だが、歌合で藤原兼実と互角に渡り合うほどに和歌にも造詣が深く、清盛からは「日本一」と認められている。
平家の都落ちに従い、一ノ谷の戦いで討ち死にする。
平重盛（たいら の しげもり）
（清太 → 平重盛）
演：窪田正孝（少年期：平岡拓真 / 幼少期：丸山歩夢）
清盛の嫡男。母は明子。幼名は清太（きよた）。公卿となってからは「小松殿（こまつどの）」とも呼ばれた。忠正によると性格は「真面目すぎる」。
保元の乱で弟・基盛と共に初陣を飾る。乱後は清盛と共に昇進を重ねるが、自分を可愛がってくれた大叔父・忠正の処刑を命じた信西と手を組む清盛の生き方が理解できずに悩み、たびたび清盛と意見を対立させる。しかし院や山法師にも屈せず立ち向かう清盛の姿を目の当たりにするうちに考えを改め、父を支えることを誓う。
清盛が大臣に上った後を受けて大納言となる。清盛が病に倒れると棟梁の職務を代行するが、時忠に担がれた宗盛や時子との間にわだかまりを抱えることになる。
清盛が隠居すると跡を継いで棟梁となるが、その潔癖な性格を清盛に危惧されていた。殿下乗合事件を有職故実に則り穏便に収めようとしたが、清盛が報復を行わせたことで父との器の差を感じ、心を痛めて官職を退いていたが、妹・徳子の入内を機に復帰した。その後は清盛と後白河院の対立の和解に心を砕き、清盛が後白河院の六波羅幽閉を企んだ時は病身を押してこれを諫めるが、院近臣にして清盛の嫡男という微妙な立場ゆえに、院への忠節と父親への孝道との板ばさみとなって心身をすり減らした結果、42歳の若さで病死した。
平基盛（たいら の もともり）
（清次 → 平基盛）
演：渡部豪太（少年期：末岡拓人 / 幼少期：池田優斗）
清盛の次男。母は明子。幼名は清次（きよじ）。忠正によると性格は「要領が良い」。万事を優秀な兄・重盛に任せて気ままに生きることを望んでおり、その様を清盛には「若い頃の自分に似ている」と評される。
平治の乱後は清盛の引き立てで遠江守に出世するが、憲仁親王立太子の企みに関わった廉で清盛の命で官職を返上している。平家による紫宸殿造営の成功を祈願するために高野山に向かうが、途中の宇治川で溺死する。その死は、崇徳院の怨霊によるものと噂された。
平宗盛（たいら の むねもり）
演：石黒英雄（少年期：草川拓弥 / 幼少期：村山謙太 / 7歳：黒澤宏貴）
清盛の三男。母は時子。幼名は清三郎（きよさぶろう）。
柔和でやや弱気な所がある性格。時子所生の兄弟たちの中では長子にあたり、実弟たちや叔父・時忠とは仲が良い。平治の乱の動乱の中で元服し、そのまま初陣となり、郁芳門を守る源頼朝軍と戦う。
平治の乱後は清盛の引き立てで順調に昇進し、参議に上って時忠・重盛とともに公卿となる。清盛が病に倒れると、時忠に唆され、棟梁の座を意識するようになる。
兄・重盛の死後に棟梁の座に就くが、重盛への劣等感と棟梁の座の重圧から宴三昧の日を過す。また源仲綱の愛馬・木下（このした）を強引に奪ったことが、以仁王の反乱における摂津源氏挙兵のきっかけとなった。しかし福原遷都への不満が出ると一門を代表して清盛を諫め、清盛に還都を決断させた。
壇ノ浦では嫡子・清宗と共に入水するが、沈まず泳いでいたところを捕えられ、後に斬首された。
平知盛（たいら の とももり）
演：小柳友
清盛の四男。母は時子。幼名は清四郎（きよしろう）。
文武に優れた青年。武術の稽古を軽んじる重衡を諌めるが、同時に単なる武門から脱しようとする平家の立場にも理解を示す。
清盛の死後は、平家の中核として源氏と戦うが、壇ノ浦の戦いで敗れると「見るべきほどの物は見つ」と言い残し、碇を身体に巻きつけて入水した。
平重衡（たいら の しげひら）
演：辻本祐樹（少年期：新田海統）
清盛の五男。母は時子。幼名は清五郎（きよごろう）。
無邪気な性格で清盛に心酔している。戦を知らずに育ったため、武術の稽古を嫌い、諫める伊藤忠清に「平家の権勢を前に戦を起こす者などいない」と言い放つ。平家に対する反乱鎮圧のため赴いた南都を焼き尽くし、平家に対する人心の離反を決定付けた。
平家の都落ちに従うが、後に捕えられ、南都に送られて斬首された。
平維盛（たいら の これもり）
演：井之脇海（少年期：大西勇哉）
重盛の長男。幼名は重太（しげた）。
「武芸より糸竹の芸の方が好きだ」と言って傅役の伊藤忠清を呆れさせた。
頼朝が東国で挙兵すると清盛より追討軍の総大将を命じられるが、日にちの吉凶を選ばずに出陣したり、陣中に遊女を招き入れる等、戦の常道を無視した行いで軍師の忠清と対立。挙句に水鳥の羽音を源氏の奇襲と勘違いして逃げ帰ると言う失態を犯し、清盛に散々に殴られる。
平家の都落ちに従うが、最後は一ノ谷の陣中より逃亡し、出家して那智の沖で入水自殺した。
平資盛（たいら の すけもり）
演：森永悠希（少年期：大西健誠）
重盛の次男。幼名は重次（しげじ）。
清盛の孫の立場に驕って摂政・藤原基房の行列を邪魔して辱めを受ける。後に維盛と共に富士川の戦いに向かう。
平家の都落ちに従い、壇ノ浦に死す。
重三郎（しげざぶろう）
演：石井蓮
重盛の三男。
平清宗（たいら の きよむね）
演：松本頼
宗盛の嫡男。
壇ノ浦では宗盛と共に入水するが、死に切れずに共に捕えられ、斬首された。
平長盛（たいら の ながもり） / 平忠綱（たいら の ただつな） / 平正綱（たいら の まさつな） / 平通正（たいら の みちまさ）
演：大地泰仁（長盛） / 久保山知洋（忠綱） / 山本卓（正綱） / 竹下諒一（通正）
忠正の息子たち。長盛が長男、忠綱が次男、正綱が三男、通正が四男。
保元の乱で父と共に崇徳院方に参陣。敗走後は父と行動を共にするが捕えられ、父とともに斬首を言い渡される。父が清盛に首を落とされると、父の旅路の供を願って清盛に早く首を落とすように願い出、いずれも清盛の手によって斬られた。

#### 平家の女性たち
時子（ときこ）
演：深田恭子
清盛の後妻。平時信の娘。時忠・滋子の姉。二条帝の乳母。
明子の友人で彼女から琵琶を習っていた。『源氏物語』の世界に憧れ、光源氏のような男性との出会いを夢見ており、自分の理想像とは正反対の清盛を「光らない君」と呼んで当初は嫌っていたが、清盛が明子に求婚する場に居合わせ、彼の真直ぐな心根に惹かれるようになる。以後も清盛への想いを隠して明子との交友を続け、彼女の死後も遺された子供達の面倒を見に清盛の館に通っていたことから清盛との縁談が持ち上がり、清盛にも望まれて妻となる。
結婚後は先妻・明子の生んだ重盛・基盛と自分の生んだ清三郎以下の子供たちを分け隔てなく育て、重盛・基盛からも実の母のように慕われる。また、結婚後は明子を忘れられない清盛に遠慮して琵琶を弾くことを止めていたが、子供達の勧めや清盛に「明子とそなたの音色は違う」と言われたことをきっかけに再び弾くようになった。
清盛が内面に抱える孤独を理解し、彼が保元の乱で身内を処断したことを切っ掛けに自身も棟梁の妻として生きることを決意する。平治の乱では清盛不在で混乱する一門を代って纏め上げた。乱後は清盛の推挙で二条帝の乳母となる。清盛が病に倒れると重盛を棟梁の代行に指名するが、棟梁の座を意識し始めた我が子・宗盛との間で板ばさみとなる。
清盛に従って出家し、以後は「二位尼（にいのあま）」と呼ばれることもある。福原には同行せず、都で一門を支える。都が福原に移ると同地に移り住むが、仏御前と浮気している清盛に気を使って桃李の邸に滞在した。
清盛の死後も一門を支えるが、壇ノ浦に追い詰められ、安徳帝と宝剣を抱いて入水した。
池禅尼（いけのぜんに）
（宗子 → 池禅尼）
演：和久井映見
平忠盛の正室。剃髪前の名は宗子（むねこ）。
事実上の先妻である舞子の影響を引きずる忠盛を、妻として献身的に支える。また忠盛の考えに従って清盛を嫡男として育て、実子・家盛には弟として兄を支えよと説いた。冷静沈着にして温厚な良妻賢母だが我慢も多く、ふとした拍子に我を忘れて怒る事もあった。和琴の演奏が得意。
清盛らの幼少時、家盛が清盛と遊んでいて怪我をしてしまった際、清盛に平手打ちをして厳しく叱責してしまい、これを切っ掛けに清盛が己の出生の秘密に気付いてしまったことがあり、以降はそれを負い目に感じていた。家盛が急死すると再び清盛を強く咎めるが、清盛の血曼荼羅を見て家盛の遺志を理解し、清盛と改めて和解した。
忠盛の死後は髪を下ろし、六波羅の池殿に住む。保元の乱では崇徳院方につこうとする頼盛を説得して参陣を断念させるが、代りに忠正が崇徳院方に参陣したことに心を痛める。平治の乱後、捕えられた頼朝に亡き家盛の面影を見たことと、頼朝を殺したくない清盛の本心を察して、飲食を断っての懇願で助命を実現させる。しかし、実際に断食は一日も持たなかった。その後も平家の繁栄と存続を一身に願い、一門の者達に見守られながら逝去。
明子（あきこ）
演：加藤あい
清盛の最初の妻。高階基章の娘。琵琶の演奏が得意で、時子を始め複数の公家の娘に教えていた。
父と共に俄か雨に降られて難渋していたところを清盛に助けられる。清盛に心惹かれるが、高階家と平家の家格の違いへの遠慮と二人の縁を住吉明神の導きと信じる父への反発から清盛の想いを受け入れられずにいたが、清盛の一途な気持ちに触れて彼の妻となって共に生きることを決意する。清盛との間に重盛・基盛を儲けるが、疫病に倒れ、清盛に「幸せな一生だった」と感謝しつつ息を引きとった。
明子の病は宋の薬を用いれば回復の可能性があったが、法で交易が制限されていたために叶わなかったことが、清盛の世を変えたいという思いを強くするきっかけとなった。
経子（つねこ）
演：高橋愛（少女期：大出菜々子）
藤原家成の娘。成親の妹。重盛の妻。高倉帝の乳母。
保元の乱に際して清盛の家族と共に故家成の別邸に避難し、その際に初めて重盛と出会う。乱後、清盛と好を通じようと画策した兄・成親の意向により重盛に嫁いだ。
清盛との関係で心身をすり減らしていく夫・重盛を支え、彼の死後は出家する。清盛の死後も壇ノ浦まで一門と行動を共にした。
秀子（ひでこ）
演：海老瀬はな
家盛の妻。
忠盛の意向で名のある貴族の家から家盛に嫁ぐ。歌舞音曲にも通じており、新年の宴では笙の腕前を披露した。家盛の死後は実家に戻った。

#### 平家の家人
平盛国（たいら の もりくに）
（鱸丸 → 平盛国）
演：上川隆也（幼少期：小林廉）
清盛第一の郎党。元は瀬戸内の漁民で、名を鱸丸（すずきまる）といった。
清盛の幼馴染で、清盛が忠盛に連れられて瀬戸内に通っていた頃に知り合った。白河院の殺生禁断令によって実父・滝次を失ったために平氏を頼り、清盛の郎党となる。海賊征伐後、深い戦傷を負った平盛康の養子となり、盛国の名を与えられた。その後は家貞の教えもあって身も心も立派な武士となる。
清盛の側近として仕え、清盛重病の際も「殿のいないこの世に未練など無い」と感染の危険を顧みずに看護した。清盛隠退後は共に福原に移り、引き続き側近を務める。
清盛の死後も平家一門と行動を共にするが、壇ノ浦で源氏に捕えられて鎌倉に送られると、一言も言葉を発さずに食を断ち、餓死による自害を選んだ。
平家貞（たいら の いえさだ）
演：中村梅雀
平氏第一の家人。
正盛・忠盛に側近として仕える。戦場での働きの他、外部との交渉事にも才覚を発揮する。武士になったばかりの盛国に読み書きや武士の作法を教えている。
死に際した忠盛の遺言で出家を禁じられ、彼の死後も引き続いて清盛に仕える。平治の乱の際には変事を予感して、一行の人数分の武具を密かに持参し、清盛一行の速やかな帰京を助けた。平治の乱後は病に倒れ、清盛の見舞いを受けた際、「唐果物（宋の菓子）を食べたい」というのが宋との交易に関わるようになった動機だったことを告白し、欲こそが人の生きる動機であり、欲の為に死んだ者達の想いも背負って生きることを言い残して亡くなった。
伊藤忠清（いとう ただきよ）
演：藤本隆宏
伊勢国の在地武士。平氏の侍大将を務める。
強力の持ち主で武勇に優れるが、清盛が神輿を射る事件を起こした際には祟りを恐れるなど迷信深い一面も持つ。
清盛の孫・維盛の乳父となり、平家の男たちの武芸の指南役も務めるが、権勢を得ていく中で、平家の人々が武を軽んじていく様に一抹の寂しさを覚える。
富士川の戦いでは総大将となった維盛に軍師として付けられるが、戦場を知らない維盛と事ある毎に対立する。帰還後、維盛を責める清盛に、平家は既に武門ではなくなっており、清盛もまた武士ではなくなっていることを指摘し、彼に衝撃を与えた。忠清は敗戦と暴言の責めを負っての自害を望むが、盛国に諫められ思い止まる。
清盛の死後は都落ちする一門と離れ、伊勢平氏の乱を起こすが、敗れて捕えられ、斬首された。
平貞能（たいら の さだよし）
演：田口浩正
家貞の息子。
家貞の跡を継いで平家第一の家人となる。清盛の福原隠退後も都に残って重盛に仕える。反平家の反乱が各地で起こると鎮西に赴き、原田種直とともに鎮圧に当たっている。
平家の都落ちの際は重盛の墓を掘り返し、遺骨を持って同行するが、後に一門と離れて鎮西へと落ち延びた。
平宗清（たいら の むねきよ）
演：梶原善
頼盛の乳父。
本来の嫡流である頼盛に近侍するが、平氏の一家人としての発言も多い。平治の乱では、戦後の残党狩りで隠れていた頼朝を捕える。
清盛から「何があっても頼盛に従え」との遺言を受け、頼朝を頼ろうとする頼盛にも同行を願うが、彼に引き続き一門に従うよう命じられ、最期まで平家と行動を共にした。
平盛康（たいら の もりやす）
演：佐戸井けん太
平氏の家人。清盛の乳父。
破天荒な行動を繰り返す清盛の唯一の理解者であり、清盛が問題を起こす度に彼を擁護して頭を下げていた。海賊討伐の際に清盛を庇って矢を受けて瀕死の重傷を追い、都へ帰還した後に亡くなる。死の直前、清盛の求めを容れて鱸丸を養子に迎え、盛国の名を与えた。
平維綱（たいら の これつな）
演：尾美としのり
家盛の乳父。
平氏の本来の嫡男である家盛に期待し、祇園闘乱事件を契機に家盛が決起すると、家盛を嫡男にするために行動する。家盛が急死すると、後生を弔うために剃髪して一門を去った。
伊藤忠直（いとう ただなお）
演：土平ドンペイ
忠清の弟。通称・六郎（ろくろう）。
伊勢や近隣では名の知られた武人であり、保元の乱に際して上洛し、平氏軍に合流する。戦闘では兄とともに白河北殿南門を攻め、守将の源為朝に勝負を挑むもその強弓の餌食となって果てた。
須磨（すま）
演：駒塚由衣
池禅尼の侍女。
清盛たちが幼少の頃から平氏の館に仕える。宗子（池禅尼）が出家するとそれに従って剃髪し、禅尼が生涯を終えるまで近侍した。
生田（いくた）
演：伊藤修子
清盛の侍女。
最初は明子に、明子の没後は時子の侍女となり仕える。時子に従って出家している。
波子（なみこ）
演：岩田さゆり
盛国の妻。
元は明子に琵琶を習っていた貴族の娘の侍女で、明子の仲立ちで盛国と結婚する。
羅刹（らせつ）
演：吉武怜朗
時忠の使う禿。時忠の命で平家に不満を持つ人々を捕らえていたが、兎丸を殺したことで清盛の怒りを買い、他の禿共々時忠に始末されることとなるが、生き永らえて盲目の琵琶法師となり、『平家物語』を弾き語る。

#### 兎丸の一党
兎丸（うさぎまる）
演：加藤浩次（極楽とんぼ）（少年期：前田航基 / 幼少期：庄司龍成）
瀬戸内の海賊の棟梁。盗賊・朧月の子。
忠盛に父を殺されて復讐を誓い、少年期に偶然出会った清盛に彼が忠盛の子ではないことを告げ、清盛に無頼の生き方をさせる原因となった。
その後も都で盗賊をしていたが、取締を避けて西国に逃れ、巨大な唐船を操る海賊の棟梁にのし上がり、「海賊王になってこの国の義と悪をひっくり返す」ことを夢見る。海賊討伐に来た清盛と互いの因縁に気付かずに意気投合するが、その正体を知ると彼を人質に忠盛への復讐を果たそうとするが、清盛に敗れる。兎丸に自分と同じ境遇を見た清盛に共に生きようと誘われ、彼の理想に賭けてその郎党となる。
郎党となってからも清盛を呼び捨てたり、時に批判したりと清盛とは気の置けない関係を作っている。元々博多や宋の事情に通じていた上宋の言葉も話せることから、博多での交易を任されるようになり、博多と都を行き来するが、荷の到着の遅さを責める清盛に腹立ち紛れに発した「博多を都の隣に持って来い!」との言葉が清盛に新たな夢を描かせる契機となる。
清盛隠退後は共に福原に移り、日宋交易の中心となる大輪田泊の普請の指揮を執る。しかし、平家に不満を持つ勢力を力で押さえつける清盛のやり方に次第に疑問を感じ、泊の完成のためには人夫の負傷をも「些末なこと」と言う清盛の様を目の当たりに、遂に彼を「悪」と断じて決別する。その後、子分達と酔って平家を罵倒していたところを禿に襲われて殺害された。
桃李（とうり）
演：柊瑠美（少女期：山口愛）
宋人。兎丸の妻。春夜の妹。
兄とともに行動し、後に嚴島社の巫女となる。兎丸から憎からず想われていたが、自身も兎丸を棟梁と呼んで慕っており、後に結婚した。
小兎丸（こうさぎまる）
演：高杉真宙（幼少期：小野伶広）
兎丸と桃李の子。
父の死後も母や荒丹波たちと共に清盛に仕えるが、強引に国作りを進める清盛に疑問と不満を覚えていく。都が福原から平安京へ還都されることが決まると、平家一門を見限るかたちで清盛と別れて母や仲間達と共に福原に残ることを決める。
荒丹波（あらたんば） / 豊藤太（ぶとうた） / 麒麟太夫（きりんだゆう）
演：八田浩司（荒丹波） / 累央（豊藤太） / 須加尾由二（麒麟太夫）
兎丸の子分。
兎丸が瀬戸内で海賊の棟梁をしていた頃からの部下で、兎丸が清盛に降ると彼らも清盛の郎党として行動するようになる。兎丸が死ぬと、仇として清盛を狙うが、己の非を悔いて心から兎丸を弔おうとする清盛を見て、兎丸の志を継いで引き続き清盛に仕えることを選ぶが、強引に国作りを進める清盛に疑問と不満を覚えていく。都が福原から平安京へ還都されることが決まると、平家一門を見限るかたちで清盛と別れて小兎丸と共に福原に残ることを決めた。

### 源氏一門

#### 源氏一族
源義朝（みなもと の よしとも）
（武者丸 → 源義朝）
演：玉木宏
源為義の嫡男。源頼朝の父。幼名は武者丸（むしゃまる）。
「武士が王家を守っている」という考えを持つ。清盛に対抗して栄達を望むが、源氏の家勢が落ちぶれた都ではそれは望めず、曽祖父・八幡太郎義家ゆかりの東国へ武者修行に旅立つ。東国では在地武士達の領地争いに介入し、多くの武士を配下に収めることに成功する。都に帰還した際、鳥羽院が求めた季節外れの水仙の花を献上して院の信頼を得る。「自分たちはあくまで法皇に仕える」ことを表明し、藤原摂関家のためになりふり構わず奉仕する父・為義とは徐々に対立し始め、ついには父の意向に背き、息子・義平を差し向けて弟・義賢から源氏重代の太刀・友切を奪い取り自ら源氏の棟梁となる。
鳥羽院が病に倒れると、いち早く院への忠誠を誓う署名を提出し、続く保元の乱でも後白河帝方に参陣し、崇徳院方についた親兄弟と骨肉の戦いを繰り広げ、さらに火攻めを献策して白河北殿を焼き討ちにして帝方の勝利を決定付けた。
保元の乱後は信西の命に従って親兄弟を処断したものの、源氏への恩賞は薄く、出世を重ねる清盛との差が開くことへの焦りと「武力で世を変える」という拘りを捨てられず、そこを反信西の公卿達につけ込まれ平治の乱を引き起こす。しかし清盛との直接対決に敗れ、その後は尾張まで落ち延びるが、そこで家人・長田忠致の背信を知り、鎌田正清と共に刺し違えて自害した。
源頼朝（みなもと の よりとも）
（鬼武者 → 源頼朝）
演：岡田将生（少年期：中川大志 / 幼少期：横山幸汰 / 5歳：君野夢真）
義朝の嫡男（三男）。母は由良御前。幼名は鬼武者（おにむしゃ）。
幼少期は母・由良に源氏の嫡男として厳しく育てられる一方で、祖父・為義を傷付け、愛人を作って母を苦しめる義朝に不満を持っていたが、母の勧めで祖父らの処刑に立ち会ったことから父の苦悩を知り、父を支える立派な武者になりたいと志し、自ら元服を願い出る。
元服後は母の伝手で上西門院の蔵人となり、その殿上初めの儀式で清盛との初対面を果たす。その際に粗相をして彼に罵倒されるも、その表情が言葉とは裏腹に穏やかに笑っていたことから、父・義朝が意識する平清盛という人間に興味を持つ。平治の乱で初陣を飾るが、源氏が敗れると親兄弟と東国へ落ち延びる途中で一行からはぐれ、潜伏していた所を平宗清に捕らえられる。義朝らの最期を聞いて自らも死を望むが、一族を弔い続ける彼に家盛の面影を見た池禅尼の懇願もあって助命され、髭切の太刀と共に伊豆へ流された。
流刑後は未来に希望を抱かず、つましい生活を送っていたが、伊東祐親の娘・八重姫と恋に落ち、彼女との間に息子・千鶴丸を儲けた事により、源氏の名を捨て出家となっても生きようと願うが、我が子を祐親に殺されたことで深い絶望に落ちる。
その後は都での平家の専横の話にも、東国武士たちに決起を促されても、ひたすら無関心を装ってきたが、自分に素直な気持ちをぶつけてくる政子に次第に心を動かされ、彼女の言葉に明日への希望を見出して妻に迎え、源氏の男として生きることを決意する。
清盛の治世が武士の世とは名ばかりの物となっていることに憤り、北条氏らの支援を得て挙兵。一度は平家方に敗れるものの再起し、反平家の東国武士達を糾合し、鎌倉を拠点に独自の政権作りを始める。その過程で、次第に清盛の行動を理解してゆき、彼が成し遂げられなかった「真の武士の世」の実現を目指す。
源義経（みなもと の よしつね）
（牛若丸 → 遮那王 → 源義経）
演：神木隆之介（幼少期：土師野隆之介）
義朝と常盤御前の第三子（九男）。幼名は牛若丸（うしわかまる）。
5歳まで母と共に平家の許で育ったため、清盛を実の父と思い込んでいた。
穏やかな人生を送って欲しいという母の願いで鞍馬寺に入り、名を遮那王（しゃなおう）と改め、僧となるための修行を始める。その後、五条大橋で再会した弁慶から己の出自を明かされたことで平家打倒を決意。奥州の平泉へと向かい、その途上で元服して義経を名乗る。
平泉で修練を積み、優れた将才を身に付ける。兄・頼朝が挙兵すると、制止する藤原秀衡を説き伏せて頼朝の幕下に参じ、共に平家を倒すことを誓う。以後、鎌倉に腰を据えた頼朝に代って軍を率い、遂に平家を壇ノ浦に滅ぼす。
しかし戦後に無断で朝廷より官位を受けたことで頼朝の怒りを買い、最期は頼朝の討手に追い詰められ、自分の犠牲が源氏の世の礎になることを願いつつ自害した。
源為義（みなもと の ためよし）
演：小日向文世
源氏の棟梁。義朝の父。頼朝の祖父。累代の藤原摂関家の家人でもある。
父・義親が平正盛に討たれてから凋落する一途の源氏の再興を志す。平氏に差をつけられる一方の現状に焦りを感じており、藤原忠実に唆されて忠盛を襲った事もあるが、彼の真意を知ってその目指す高みの違いを思い知る。義朝が武者修行を終えて関東から戻ってきた折には大いに喜んだが、源氏の再興の為には主筋である藤原摂関家への奉仕が必要不可欠との考えから、汚れ仕事も厭わずに行う姿勢は義朝との間に溝を生じさせ、遂には源氏重代の太刀・友切を次男・義賢に与え、義朝と対立する。
保元の乱では義朝を除く息子達と共に崇徳院方に参戦。義朝と骨肉の争いを繰り広げる。上皇方の敗北後は逃亡していたが、尾張で捕えられ、都に連行される。義朝が後白河帝から昇殿を許されたことを知って喜び、自ら改めて髭切を与えて彼を新たな源氏の棟梁と認め、和解する。処刑の命が下ると義朝の手による死を望むが、義朝が取り乱して太刀を振れなかったため、鎌田正清の手によって斬られた。
源義賢（みなもと の よしかた）
演：阪本浩之
為義の次男。義朝の弟。
為義から友切の太刀を与えられ、義朝に対抗する力をつけるべく東国に下る。しかし後に甥の義平に襲撃を受け、舅の秩父重隆とともに討伐され呆気なく射殺された。
源頼賢（みなもと の よりかた）
演：永岡佑
為義の四男。義朝の弟。通称・四郎（しろう）。
保元の乱で父に従い、弟たちとともに崇徳院方として参戦する。賀茂川を守備し、対岸から攻め寄せる兄・義朝の軍と戦闘を繰り広げた。戦後、為義や弟たちと共に処刑された。
源為朝（みなもと の ためとも）
演：橋本さとし
為義の八男。義朝の弟。通称・鎮西八郎（ちんぜいはちろう）。
巨漢の猛将で、常人の数倍の威力の弓術を誇る。その武勇は非常に知られており、彼がいると知っただけで平氏一門が参戦を躊躇うほど。
鎮西で、地元勢力を率いて反乱を起こし、それが元で為義は官職を解かれることになった。保元の乱では都へ召喚されて崇徳院方の主力として出陣する。軍議では敵対する兄・義朝と同じく夜討ちを進言するも、藤原頼長によって退けられている。戦闘では白河北殿南門を守備し、伊藤忠直を一射にて射殺して平氏軍を追い、さらに義朝軍相手にも勇猛に戦う。
源頼仲（みなもと の よりなか）/ 源為宗（みなもと の ためむね）/源為成（みなもと の ためなり）/ 源為仲（みなもと の ためなか）
演：岩間天嗣（頼仲）/ 大木貴文（為宗）/ 新井裕介（為成）/ 藤村直樹（為仲）
義朝の弟たち。
保元の乱で父や兄・頼賢、兄弟の為朝らとともに崇徳院方として参戦する。いずれも父とともに白河北殿の守備につくが、兄・義朝の火計によって軍が四散すると、父とともに都を落ち延びるが、捕えられ、父と共に処刑された。
源行家（みなもと の ゆきいえ）
演：江良潤
義朝の末弟。通称・新宮十郎（しんぐうじゅうろう）
平治の乱後、平家の追及を避けて熊野に潜伏していたが、八条院によって都に召し出され、以仁王の令旨を伊豆の頼朝に届けた。
源義平（みなもと の よしひら）
演：波岡一喜
義朝の長男。母は三浦義明の娘。通称・鎌倉悪源太（かまくらあくげんた）。
武勇に優れ、また非常に好戦的な性格。父の命を受け、源氏嫡男とされていた叔父・義賢と秩父重隆を大蔵合戦で破り、友切の太刀を強奪する。
平治の乱では義朝への援軍として弟・朝長と共に上洛する。帰京する清盛一行を阿倍野で待ち伏せる作戦を提案するが、あくまでも清盛との直接対決を望む義朝に退けられる。また御所を脱出しようとする二条帝の一行を見咎めるが、帝の女装を見抜けず、脱出を許した。平氏勢が内裏に攻め寄せた際は待賢門で重盛と源平の長男同士の一騎討ちを演じた。
源氏が敗れると義朝や弟たちと共に落ち延びるが、北国の源氏勢を糾合しての反攻を目指して美濃・青墓で義朝一行と別れる。しかし都近くで潜伏していた所を捕えられ、処刑された。
源朝長（みなもと の ともなが）
演：川村亮介
義朝の次男。母は波多野義通の妹・通子。
平治の乱で義朝の援軍として兄・義平と共に上洛。賀茂川の戦いで重傷を負い、落ち延びる途中の美濃・青墓で自ら願って義朝の手で止めを刺される。
今若丸（いまわかまる）/ 乙若丸（おとわかまる）
演：佐藤詩音（今若丸） / 荒川槙（乙若丸）
義朝と常盤御前の子。今若丸が第一子、乙若丸が第二子。
千鶴丸（せんつるまる）
演：森一樹
頼朝と八重姫の間に生まれた初めての男子。平家の処罰を恐れた祖父・伊東祐親によって殺害された。

#### 源氏の女性たち
由良御前（ゆらごぜん）
（由良姫 → 由良御前）
演：田中麗奈
義朝の正室。頼朝の生母。藤原季範の娘。結婚前は由良姫と呼ばれていた。
熱田神宮で東国へ下る途中の義朝と出会い、想いを寄せるようになる。その後は都に上って統子内親王に仕えながら義朝の帰りを待ち続ける。都に戻った義朝に朝廷との人脈を見込まれて妻に望まれ、義朝との間に嫡男・鬼武者（頼朝）を儲ける。義朝と舅・為義の不仲、あるいは義朝の心が常盤に移って行くことに悩みながらも、棟梁の正室としての誇りを保ち、鬼武者を源氏の嫡男として厳しく養育し、為義らが斬首される際は鬼武者にその旨を伝え、最期に立ち会うことを勧めた。保元の乱の後に病に倒れる。義朝は由良の命を助けるために宋国の薬を清盛に求めようとするが、源氏の妻として誇りある死を望んで義朝を制止した。その後間もなく病没する。
常盤御前（ときわごぜん）
（常盤 → 常盤御前）
演：武井咲
義朝の側室。
元は京都の市の酒売りで、病がちな母の養生のために資金を集めていた所、市中で義朝・清盛と出会う。後に義朝に勧められて、都一の美女という肩書きとともに呈子の雑仕女として宮中に入った。為義との関係に悩む義朝を慰め、彼女との語らいに安らぎを見出した義朝の妻となる。
保元の乱に際して、ただ義朝の無事を願う自分に対し、武人の妻として堂々と義朝を送り出した由良御前の姿に自身にはない強さと誇りを感じ、彼女を尊敬するようになる。由良の死後、自分の存在が義朝の逃げ場になっていると感じて、一旦は牛若の妊娠を隠して義朝を遠ざけるが、平治の乱に際して彼の見送りに出た際、自身の妊娠を告げる。内裏が戦場になった際の混乱の中で鬼若に救出され、潜伏先で牛若を産む。乱が終結すると清盛の下に出頭し、命と引き換えに子供達の助命を願い、その姿に母・舞子を重ねた清盛の側室になることと引き換えに助命を勝ち取る。
その後、牛若が5歳になるまでは平家の許で過ごすが、後に一条長成に嫁ぐ。僧になるべく鞍馬山へ入れた青年期の牛若と再会し、平家打倒の意志を告げられたときは猛反対するが、密かに義朝から「義」の一字をもらった「義経」の名を考えて弁慶に託していた。
通子（みちこ）
演：下宮里穂子
波多野義通の妹。
義朝の側室となり、朝長を産む。
政子（まさこ）
演：杏
北条時政の娘。頼朝の妻。
武芸や馬術を好むお転婆な少女。「今日と同じ日は二度とない」と考え、日々を懸命に生きることを信条としている。
絶望の中で竹林を彷徨っていた頼朝を物の怪と勘違いして捕えようとしたが、その際に「殺してくれ」と懇願される。以後、頼朝に興味を持ち、次いで彼をこのような境遇に落とした平清盛という人間にも興味を持つ。
頼朝に東国武士の旗頭として立ち上がってくれることを願うが、彼に拒否される。政子が八重姫の二の舞になることを危惧した時政によって平家の縁者である山木兼隆に嫁がされそうになるが、途中で共の者を撒いて頼朝の館へ行き、頼朝に髭切を託した清盛の真意を彼女なりに語り、その姿に明日への希望を見出した頼朝に望まれて彼の妻となる。
第1回で、鶴岡八幡宮にて神事に参加していた頼朝に「平家が滅亡した」という知らせを伝えるため、馬に乗って駆けつけた。
大姫（おおひめ）
頼朝と政子の間に生まれた女子。

#### 源氏の家人
鎌田通清（かまた みちきよ）
演：金田明夫
源氏の家人。義朝の乳父。
筆頭家人として常に為義の傍らにあり、雌伏を余儀なくされる為義の苦悩を誰よりも理解している。後に為義と義朝が対立し始めると、義朝の不孝を諫めるが、その説得が聞き入れられる事はなかった。
保元の乱の際には、態度を決めかねる正清を焚き付け、義朝の元へと送り出した。戦闘が始まると白河北殿の守備として布陣し、義朝軍とも戦闘を繰り広げる。しかしその最中、自軍・源為朝の放った矢から正清を咄嗟に庇った事で瀕死の重傷を負い、退却。為義に彼の息子たちが華々しく活躍する様を報告し、その場で息絶えた。
鎌田正清（かまた まさきよ）
演：趙珉和
通清の息子。義朝とは乳兄弟。
義朝の東国下向に従い、共に武者修行に励む。都に戻ってからも義朝に従うが、身内と争うことも辞さず、急速に力をつける義朝に距離を感じ、一度は傍を離れる。保元の乱の際に父・通清に焚き付けられて義朝の下に戻り、共に戦う。戦後の為義たちの処刑の際には、取り乱して太刀を振れない義朝に代って為義たちを斬った。
平治の乱でも筆頭家人として義朝に従い、後白河院らの幽閉の指揮を執る。義朝が敗れると共に尾張まで落ち延びるが、そこで舅・長田忠致の背信を知り、義朝と共に自害した。
長田忠致（おさだ ただむね）
演：長谷川公彦
鎌田正清の舅。
尾張国の武士であり、保元の乱では正清の縁故によって義朝の軍に加勢する。平治の乱では尾張まで落ち延びてきた義朝一行を迎えるが、既に平氏と同心しており、一行の命を狙って自害に追い込む。
藤九郎（とうくろう）
演：塚本高史
頼朝の家人。後の安達盛長。
伊豆伊東に流される頼朝に池禅尼の命で従者としてつけられる。伊豆では唯一の側近として頼朝に仕え、友人のような関係を構築していく。伊東家の家人、伊三郎とはよく顔を合わせる間柄。
弁慶（べんけい）
（鬼若 → 弁慶）
演：青木崇高
比叡山の僧兵。幼名は鬼若（おにわか）。
清盛が神輿を射た際の強訴の先頭に立って一部始終を目撃しており、清盛の流罪を目論む藤原頼長側の証人として証言した。後に強訴に加わった際に源為義に捕えられ、以降、源氏一門と数奇な関わりを持つ。平治の乱の後、賊軍の妻となった常盤を独断で保護した。
その後、源氏の再興を誓って武蔵坊（むさしぼう）弁慶と名乗り、名のある武者に戦いを挑んで999本の太刀を集めた。そして五条大橋で1,000本目の太刀を平家の禿と間違えて遮那王（義経）から奪おうとするが、誤解が解けると彼の出自を明かして共に平家を討とうと誘い、以後は義経と行動を共にする。最期は自害する義経を守るため討手の前に立ち塞がり、全身に矢を受けて立ったまま絶命した。

#### 摂津源氏の一族
源頼政（みなもと の よりまさ）
演：宇梶剛士
義朝ら一族とは遠縁にあたる摂津源氏の武将。
保元の乱では郎党を率いて後白河帝方として参陣し、賀茂川での戦闘で源義朝軍の援軍として現れる。平治の乱でも義朝に味方して御所襲撃の兵を率いるが、苛烈極まりない義朝の指揮に懸念を感じ、後に源氏軍が平氏の策によって劣勢に立たされると勝機を失ったと確信し、源氏の命脈を保つために義朝の幕下を離脱した。その後は平氏に従う。
後に伊豆守となって任地に下るが、そこで絶望の中で生きる頼朝の姿を目にし、改めて清盛の力を思い知る。鹿ケ谷の陰謀事件では、多田行綱から参画の誘いを受けるが、逆に彼を諫め陰謀に加わらなかった。平家に忠実に仕えることで公卿に上り、「源三位（げんざんみ）」と呼ばれるようになり、清盛からも義朝に代って共に武士の世を作る男と期待されていたが、理不尽な平家の振る舞いに憤り、以仁王の陰謀に加担して挙兵するも、平家の軍勢に追い詰められ、平等院で自害した。なお、第49回のオープニングクレジットでは「平頼政」と表示されており、2023年1月現在でもNHKオンデマンドにて確認できる。
源仲綱（みなもとの の なかつな）
演：須田邦裕
源頼政の子。
平家に唯々諾々と従う頼政に不満を持っている。頼政が伊豆守となった際は、その目代を務めた。彼が愛馬・木下（このした）を宗盛に奪われたことが頼政の挙兵のきっかけとなった。平等院の戦いで瀕死の重傷を負うが、頼政が源氏の武者として立ってくれたことを喜び、父に先立って自害した。
渡辺唱（わたなべ となう）
演：伊藤正之
頼政の家人。
多田行綱（ただ ゆきつな）
演：野仲イサオ
北面の武士。官職は蔵人。
鹿ケ谷の陰謀事件で、その武力を頼りにされて陰謀に加わるが、源頼政に諫められ、平家に陰謀の存在を密告した。

### 西行とその家族
西行（さいぎょう）
（佐藤義清 → 西行）
演：藤木直人
高野山に住む僧・歌人。元は北面の武士で、徳大寺藤原家の家人。俗名・佐藤 義清（さとう のりきよ）。
「美しく生きる」を信条としている。文武両道に優れた美丈夫で、堀河局など多くの女性と浮名を流す。清盛とは彼が明子に贈った恋歌を代作するなどして交友を深め、親友となった。
歌を通じて崇徳帝と交友を持ち、彼が鳥羽院に疎まれる原因が人を愛することを知らない璋子の奔放な言動にあると見て、「人を愛しく思う心」を教えるために彼女に近づき関係を持つ。しかし逆に璋子を愛してしまい、また彼女が鳥羽院を愛していることを知って逆上して殺害しかける。そのことから宮中に渦巻く醜さの原因が「愛する心」から出ていることを悟り、清盛の制止を振り切って出家した。
その後は奥州などに遊んで和歌を詠み、帰洛後は高野山に移り住み、その際に清盛と再会する。出家後は言葉遣いも丁寧になっており、やや性格が穏やかになっているものの、「美しく生きる」という信条は棄てていない。
出家後も折に触れて平家一門と接触を持っており、嚴島へ経典を収める船旅にも同行し、清盛が隠居した福原も訪れるが、己の夢に邁進する清盛の姿を見て一抹の不安を覚え、やがて国の頂に立った清盛が狂気に飲み込まれている様を見て彼を厳しく批判する。
源平の戦が激化すると、伊勢の二見浦に隠棲する。その庵に清盛の生霊が現れた際は、死を受け入れない清盛を教え諭し、彼の遺言を平家一門や頼朝に伝えた。後に「桜の季節に死にたい」と歌に詠んだ通りの死に方をしたことが頼朝により語られている。
春子（はるこ）
演：吉田羊
西行の妻。
清盛・明子夫妻とも親交がある。夫婦仲は円満で義清によく仕えていたが、義清の出家を留める事は出来なかった。
花子（はなこ）
西行の娘。
父である義清にはよく懐いている。義清が出家を決意した時にはまだ幼かったが、俗世への未練を断ち切るため、義清に縁側から蹴落とされてしまう。

### 朝廷

#### 皇族
本編中では天皇は「〜帝」、上皇・法皇は「〜院」と表記される。
後白河法皇（ごしらかわほうおう）
（雅仁親王 → 後白河天皇 → 後白河上皇 → 後白河法皇）
演：松田翔太
鳥羽院の第四皇子。母は璋子。名は雅仁（まさひと）。
皇位への望みも薄い立場を意に介さぬ風を装って博打や今様に興じており、乳父の信西にも「王家の歪みを凝縮した毒の巣」と評されていたが、内心では周囲から疎外されていることへの鬱屈を抱えていた。生きることを「遊び」と称し、自身の行動に周囲が振り回される様を楽しんでいるが、常に自分の思惑の一歩先を行く清盛には恐れと羨望の思いを抱いており、彼との「双六遊び」を何よりの楽しみとしている。
鳥羽院政期には崇徳院ともども政からは遠ざけられていたが、青墓に赴いた際乙前と出会い今様を知り、同時期に近衛帝が崩御したため得子や乳父の信西の後押しを受けて帝位につく。続く保元の乱では自ら清盛を挑発して自陣営に引き込み、武士の力を利用することで勝利するが、乱後は政治を信西らに任せて自らは側近たちと遊び呆け、美福門院に守仁親王への譲位を迫られても当初は渋っていたが、「（清盛と）もっと楽しい遊びをする」ためと称して呆気なく譲位する。
平治の乱が起こると姉・上西門院ともに内裏に幽閉されるが、藤原経宗の手引きで仁和寺に脱出する。乱後は政権が、二条帝に移ったことで再び政から遠ざけられ鬱屈を抱え込み今様や仏教にのめり込むこととなるが、滋子を妃に迎え、憲仁（高倉帝）を儲けたことで平家との関係は良好なものとなる。
二条帝の死後は幼い六条帝を擁して治天の君の座に返り咲く。清盛の国政への野心に気付き、彼を実質の伴わない太政大臣職につけることで一度はその野望を挫くが、平家一門の公卿が増えて却ってその権力を強化する結果となった。
清盛が出家すると自らも出家して法皇となるが、その際に慣例を破って園城寺の僧を戒師に選んだことが遠因となり嘉応の強訴が起こるが、対応を二転三転させ、清盛の仲裁で事が収まる結果となり、平家の力を見せつけられる。一方で福原を訪れて宋の使者と対面し、また高倉帝に清盛の娘・徳子の入内を許すなど彼の目指す国造りに協力する。自身は今様歌集『梁塵秘抄』の編纂を通じて、今様を詠える平和な世こそ自分の求める世の有り様と気づき、清盛とは互いの目指す世には欠かせぬ存在と認め合うようになる。
しかし、平家との絆を結んでいた滋子が亡くなると、平家と距離をとり始め、遂に平家討伐の陰謀を目論むが、露見して多くの近臣を失う。巻き返しを図り藤原基房と手を組み、盛子の荘園や重盛の領地を没収するが、治承三年の政変により鳥羽殿に幽閉される。だが、この事態は後白河院の想定内であり、政から外されながら、実際には世の流れを密かに操っていた。
高倉院が崩御すると三度治天の君の座に君臨するが、清盛との双六勝負に敗れ「これからは武士が覇を競う世が来る」ことを予言され、別れを告げられる。平家滅亡後、上洛した頼朝と対面した時には、かつての情熱を既に失っており、間もなく崩御した。
白河法皇（しらかわほうおう）
演：伊東四朗
清盛や崇徳院の実父。鳥羽院の祖父。
天皇の位を退いた後も「院政」を行うことで50年以上も治天の君として君臨してきた。「現（うつつ）に生きる物の怪」と評される。清盛の実父であるが、彼に父親としての愛情は微塵も持っていない。晩年は仏教に傾倒し、殺生禁断令を出して民を苦しめた。石清水八幡宮の臨時祭での清盛の殺気みなぎる舞を「武士の子らしい」と評し、その数ヵ月後に崩御した。
清盛だけでなく、璋子との間にも顕仁（崇徳院）を儲けるなど、後の世の災いの種を蒔き、その存在は死してなお鳥羽院を苦しめ続けた。
のちに清盛が50の宴を催した直後病に倒れた清盛の夢の中に現れ、「お前は上り切った先の景色を知らない」と清盛に更なる高みを目指せと挑発した。
鳥羽法皇（とばほうおう）
（鳥羽天皇 → 鳥羽上皇 → 鳥羽法皇）
演：三上博史
白河院の孫。
白河院政下では一切政に関わらせてもらえぬまま、天皇の位を顕仁（崇徳院）に譲らされ、さらに中宮の璋子が白河院と通じていたことに衝撃を受ける。白河院の没後は自らが治天の君となり、先の院政を覆そうとする。璋子を「もののけ」と呼んで蔑み、得子を寵愛するが、それらは璋子を心から愛するが故の行動であった。自らに流れる白河院の血を恐れていたが、比叡山の神輿に矢を射た清盛との対話を通してその呪縛を断ち切り、以後は清盛を高く評価している。
近衛帝が病に倒れると、崇徳院を疎んじた報いと考えるようになり、清盛の勧めもあって和解を図る。一時は重仁の即位や崇徳院の重祚をも唱えるものの、政情の安定を図る信西や得子によって制される。その後は崇徳院を「我が子」と呼んで許しを請うも叶わず、また即位した後白河帝にかつての白河院を見出してからは病を得、崇徳院への贖罪を願いながら崩御した。
崇徳上皇（すとくじょうこう）
（顕仁親王 → 崇徳天皇 → 崇徳上皇）
演：井浦新（少年期：桑代貴明 / 幼少期：小山颯）
名は顕仁（あきひと）。表向きは鳥羽院の第一皇子とされているが、実は璋子と白河院との不義の子。
まだ幼いうちに白河院の意向によって即位する。鳥羽院が治天の君となると「叔父子」と疎まれた。歌を通じて佐藤義清と交流を持つが、彼が出家したことで孤独に追い込まれる。我が子・重仁親王への譲位を望むが得子の策略にはまり、弟・躰仁親王に位を譲ったことで政から完全に排除された。後に近衛帝が崩御すると再び政権を握る機会が巡ってくるも、得子・信西によってその望みを絶たれる。
その後は鳥羽院を呪い続けるも、その鳥羽院の誠意と清盛・得子の説得によって危篤の際には鳥羽院の元へ駆けつけるが、その臨終に立ち会う事は叶わなかった。その後接近してきた藤原頼長の企みに同調し、保元の乱を起こして後白河帝方と戦うも、敗北。山中を彷徨った後、弟の覚性法親王を頼って仁和寺に逃れる。乱後の裁断では流罪と決まり、出家剃髪した上で讃岐の配所へ赴く事となった。
讃岐での穏やかな生活の中で前非を深く悔いるようになり、和解を願って経典を書写して都に送るが、後白河院に拒まれる。さらに重仁親王の訃報を聞いて怨みが再燃し、「日本国の大魔王とならん」と称し異形の姿となって自分をこの境遇に貶めた者達を呪い続けるが力尽き、穏やかな心に還りながら何一つ自由にならなかった生涯を終える。
近衛天皇（このえてんのう）
演：北村匠海
鳥羽院の第九皇子。母は得子。諱は躰仁（なりひと）。
母・得子が藤原忠通と結託した事で崇徳帝の中宮・聖子の養子となり、崇徳帝の跡を継いで幼くして即位する。しかし実権は鳥羽院が依然として握り、終生自ら政治を取る事はなかった。後に眼病を患い、若くして崩御する。心優しい性格で、世の平安を祈っていた。
重仁親王（しげひとしんのう）
演：雄大
崇徳院の皇子。
崇徳院の待望の皇子であり、有力な皇位後継者候補であったが、近衛帝・後白河帝と鳥羽院の望む系統が即位し、皇位につく事は出来なかった。
保元の乱後は仁和寺に入って出家し、平治の乱の後に亡くなった。その死は崇徳院が失った過去の怨念を再燃させる契機となった。
二条天皇（にじょうてんのう）
（守仁親王 → 二条天皇）
演：冨浦智嗣（少年期：松田佳祐）
後白河院の第一皇子。名は守仁（もりひと）。乳母は時子。
美福門院の薫陶を受け、父帝とは一線を画す。父に間接的に譲位を迫り、後に帝に即位する。平治の乱では内裏・黒戸御所に幽閉されるが、藤原惟方の手引きで女装して六波羅に脱出し、清盛に賊を追討する勅命を与えた。乱の平定後も父院との対立は続き、念願の皇子・順仁が生まれた事をきっかけに関係は完全に冷却する。しかし程なくして急な病を得、順仁への譲位を強行し、間もなく若くして崩御する。
六条天皇（ろくじょうてんのう）
二条帝の皇子。名は順仁（のぶひと）。
父・二条帝と祖父・後白河院の対立が深まる中に誕生し、間もなく皇太子となる。間もなく父帝が病に倒れると、後白河院への牽制としてわずか2歳で即位する。
高倉天皇（たかくらてんのう）
（憲仁親王 → 高倉天皇 → 高倉上皇）
演：千葉雄大（幼少期：三谷翔太）
後白河院の第七皇子。母は滋子。名は憲仁（のりひと）。乳母は経子。
まだ滋子が上西門院の一女房であった頃に受胎が発覚し、滋子入内の契機となった。誕生後は父母双方から深い愛情を注がれる。後白河院の意向で六条帝が廃された後を受けて即位する。
清盛の娘・徳子を后に迎え、言仁（安徳帝）を儲ける。治承三年の政変で清盛が権力を握ると、後白河院に代って傀儡の治天の君に祭り上げられるが、平家の圧力に屈しての譲位や福原への遷都での心労が重なって病に倒れ、21歳の若さで崩御した。
安徳天皇（あんとくてんのう）
（言仁親王 → 安徳天皇）
演：田中悠太（幼少期：貞光奏風）
高倉帝の皇子。母は徳子。名は言仁（ときひと）。
治承三年の政変後、平家の圧力に屈した高倉院から譲位を受けて即位する。平家の都落ちにも母と共に同行し、最期は壇ノ浦で祖母・時子の腕に抱かれて入水した。
上西門院統子（じょうさいもんいん むねこ）
（統子内親王 → 上西門院統子）
演：愛原実花
鳥羽院の第二皇女。母は璋子。
由良御前の主人でもあり、相談に応じて夫との関係を助言している。
また元服した頼朝を蔵人として召抱える。愛猫家でもある。
平治の乱が起こると同母弟の後白河院と共に内裏・一本御書所に幽閉される。また時子の命で宮仕えに出た滋子も彼女に仕えており、滋子が後白河院に嫁ぐことになった際にはこれを喜ぶが、同時に彼女の巻き髪が障りになるのではと危惧する。
叡子内親王（としこないしんのう）
鳥羽院の皇女。母は得子。
得子にとっては待望の第一子であったが、女子であったために落胆する事になる。
八条院暲子（はちじょういん あきこ）
演：佐藤仁美
鳥羽院の皇女。母は得子。以仁の養母。
近衛帝崩御後の王者議定では、雅仁、重仁、崇徳院とともに次代の帝の候補に挙げられていた。両親の莫大な遺産を相続しており、その財力を背景とした発言力には後白河院も無視できない。
鳥羽院・美福門院の系統こそ王家の嫡流と考えており、摂関家と手を組んで以仁の即位を目論むが果せず。源頼政を味方につけ、以仁に平家追討の令旨を発することを勧めた。しかし、挙兵が失敗し以仁が討死したことに茫然となった。
以仁王（もちひとおう）
演：柿澤勇人
後白河院の第三皇子。
その出自から養母である八条院とともに皇位を狙うが、父である後白河院に疎まれ、また滋子の妨害もあって親王宣下を受けることがかなわない。
治承三年の政変で領地を奪われたことで平家討伐を決意し、諸国に令旨を発して挙兵を募り、自らも源頼政と挙兵を画策するが、企ては事前に発覚。興福寺に逃れる途上で討死した。

#### 宮中の女性たち
舞子（まいこ）
演：吹石一恵
元白拍子。白河院の愛人で、清盛の生母。
白河院の子を身ごもるが、胎児が「災いをなす」との予言を信じた白河院に命を狙われ、逃亡する。
逃避行の途中で出会った平忠盛に保護され、平氏の館で清盛を生むが、源為義に捕らえられ、白河院の前に引き出される。白河院に助命を願う忠盛に清盛を託し、単身で白河院に斬りかかって警護の武士に射殺された。
生前に「子供が遊ぶように夢中になって生きたい」と話し、清盛を始めとする多くの人が生きる指針となった。
璋子（たまこ）
（璋子 → 待賢門院璋子）
演：檀れい
鳥羽院の中宮。白河院の養女。崇徳院・後白河院らの母。院号は待賢門院（たいけんもんいん）。
常に白河院の意に従って生きてきたため自分の意思というものが無く、また「愛する」という感情を知らない。白河院の命で鳥羽院に入内するが、白河院との関係も続けて崇徳院を生み、その後も奔放な言動で鳥羽院を悩ませる。白河院の死後も宮中に影響力を持っていたが、鳥羽院が得子を寵愛するようになると疎んぜられるようになり、遂には得子を呪詛したという濡れ衣を着せられて出家に追い込まれる。しかし、佐藤義清や得子との関係を通して、自分が鳥羽院を愛していることに気付かされる。最後は病に倒れ、鳥羽院から贈られた水仙の花を抱き、愛しさに包まれながら逝く。
得子（なりこ）
（得子 → 美福門院得子）
演：松雪泰子
鳥羽院の后。藤原長実の娘。近衛帝らの母。院号は美福門院（びふくもんいん）。
崇徳帝への入内を望む父・長実の意を受けて宮中に入るが、鳥羽院の手がついてそのまま彼の寵妃となる。 鳥羽院を愛し、彼を苦しめる璋子の存在を憎むが、自分が璋子の代わりに寵愛を受けていたことを知って衝撃を受ける。鳥羽院との間に儲けた躰仁親王を皇位につけるため藤原忠通と結託し、謀略を以って崇徳帝を退位に追い込み、「国母」として鳥羽院政に強い影響力を持つ。遂には呪詛の濡れ衣を着せた璋子を後宮から追って皇后となるが、璋子が病に倒れるとその境遇に同情を示した。近衛帝の死後は後継に雅仁（後白河帝）を推し、その即位後は彼の子・守仁を手元で養育し、彼を帝位につけて再び国母となる。平治の乱後、病身を押して清盛と面会し、彼の目指す新しい国作りを支持し、二条帝の行く末を託して亡くなった。
聖子（きよこ）
（聖子 → 皇嘉門院聖子）
演：大谷英子
崇徳院の中宮。藤原忠通の娘。
崇徳帝に入内するものの皇子に恵まれず、先に妾腹に皇子が誕生してしまった。
後に躰仁親王の養母と位置付けられ、近衛帝即位の陰謀の片棒を担ぐ事になる。
多子（まさるこ）
演：中田美優
近衛帝の后。藤原頼長の養女。
藤原忠通に対抗するための政治的手段として、頼長によって入内させられる。
呈子（しめこ）
演：伊藤麻実子
近衛帝の中宮。藤原忠通の養女。
藤原頼長の多子入内に対抗して擁立される。その入内の儀式は忠通の意向によって盛大に行われ、雑仕女には都中の美女が揃えられた。
滋子（しげこ）
（滋子→建春門院滋子）
演：成海璃子
後白河院の后。時子・時忠の妹。
独立心が強く、また類稀なる美貌と豊かな巻き髪の持ち主で、時忠は清盛の伝手で彼女を後白河帝の後宮に入れようと画策するが、「夫となる人は自分で決める」と断わる。保元の乱後、棟梁の妻としての覚悟を固めた時子から宮仕えに出るよう命じられ、上西門院に仕える。
平治の乱後、今度は二条帝への入内を持ちかけられるが、宮中で出会った後白河院と惹かれ合い、彼の子を宿したことで後白河院に嫁ぐことになる。しかし滋子の巻き髪が問題視され、一度は入内を諦めかけるが、清盛の一計で婚礼に宋の衣装を着て現れ、巻き髪が醜いと言う旧弊を打ち破って後白河院と結ばれた。
後白河院との間に儲けた憲仁親王を皇太子に擁立し、皇位を狙う以仁王への親王宣下を平家の財力を用いた裏工作で阻んだ。その後、憲仁が高倉帝となったことで皇太后に上り、院号宣下を受けて建春門院（けんしゅんもんいん）と号する。後白河院の心の支えとなる一方で、清盛の国造りにも理解を示し、平家と王家を取り持つ絆となっていたが、35歳の若さで急死。その死は平家と王家の均衡が崩れる契機となった。
徳子（とくこ）
（徳子 → 建礼門院徳子）
演：二階堂ふみ（少女期：川嶋紗南 / 幼少期：内田愛）
高倉帝の中宮。清盛の長女。院号は建礼門院（けんれいもんいん）。
高倉帝に入内し、帝との間に言仁（安徳帝）を儲け、後に清盛から「天晴な娘」と賞賛された。
政略結婚だが、高倉帝を心から愛しており、高倉院の崩御後、清盛から復活した後白河院の後宮に入るよう要請された際、「上皇様こそ、我が光る君」と断っている。
安徳帝と共に平家の都落ちに同行し、壇ノ浦の戦い後は出家して平家一門の菩提を弔った。

#### 藤原摂関家
藤原忠実（ふじわら の ただざね）
演：國村隼
摂関家の長。
摂関家に生まれた誇りから武士の存在を見下している。白河院政期には政治の表舞台から遠ざけられていたが、白河院の没後に治天の君となった鳥羽院によって復職させられる。しかし鳥羽院からも一定の距離を置かれ、朝廷の重鎮でありながら政権を奪取する事は叶わない内に、長男の忠通に家督を譲る。
忠通よりも次男の頼長に期待をかけ、源為義を使って藤原氏長者の証「朱器台盤」を奪い取って頼長に与えるが、苛烈な政策を進める頼長を危惧し距離を取り始める。保元の乱で頼長が敗れると、摂関家の立場悪化を懸念して南都の私邸に籠もり、敗走してきた頼長が助けを求めても拒絶した。しかし後に頼長の死を悟り、一目すら頼長に会わなかった事を深く後悔し、慟哭した。
藤原頼長（ふじわら の よりなが）
演：山本耕史（幼少期：佐藤詩音）
忠実の次男。内大臣、のち左大臣となり、その苛烈な振る舞いから「悪左府」と称される。
物事の僅かな乱れも許せない神経質な人物。摂関家の栄華の復活と朝廷の乱れの粛正を目指す。身分秩序を重んじ、武士や新興の貴族たちを嫌うが信西だけは学者として高く評価しているが、藤原摂関家による政道を目指しているために後になって袂を分かつ事になる。
平氏を陥れるために兄・清盛に代わり一門を率いようと志す家盛に目をつけ、その出世の後ろ盾となったことで、間接的に家盛の死の要因を作り、その死に様を「武士の子らしい、見事な犬死に」と忠盛に対し皮肉った。
父・忠実に寵愛され、彼の引き立てで兄・忠通を押しのけて藤原氏長者となり内覧の宣旨を受けて政治の実権を握るが、その苛烈すぎる行動で貴族たちの恨みを買い、遂には父からも敬遠されるようになる。また近衛帝死後の王者議定では信西の策動により、妻の服喪中を理由に参加を阻まれ、信西や忠通の推す後白河帝が即位したために苦境に立たされ、また父より譲られていた朱器台盤も奪取される。失意の中、同じく立場を危うくしていた崇徳院に接近し、保元の乱を引き起こす。しかし源為朝の夜襲の提案を卑怯だとして拒絶。その結果、後白河帝方に先手を打たれて敗北。敗走の最中に首に流れ矢を受けて重傷を負い、南都にいた父を頼るも見捨てられ、絶望の内に舌を噛み切って自害した。
死後に信西が見つけた頼長の日記には、藤原摂関家の復権を目指しつつも究極的には朝廷のために尽くしていた彼の一面が書かれていた。
藤原師長（ふじわら の もろなが） / 藤原兼長（ふじわら の かねなが）
演：片山景介（師長） / 中根大樹（兼長）
頼長の息子たち。
近衛帝の崩御の際、兄弟共にそれを父に伝えた。共に参議まで昇進したが、その際、父から朝廷に忠誠を誓う旨を訓戒されていた。
秦公春（はた の きみはる）
演：富川一人
頼長の随臣。
頼長の随臣にして衆道の相手でもある。頼長が亡き平家盛の話題を出した際、頼長に嫉妬染みた視線を向けている。
俊成（としなり）
演：窪田吾朗
頼長の随臣。官職は図書允。
保元の乱で敗走する頼長に従い、南都へ赴いて逼塞する藤原忠実に助けを求める。父子の情に訴えて一目でも再会を果たそうとしたが門前払いにあい、果たされる事はなかった。
藤原忠通（ふじわら の ただみち）
演：堀部圭亮
忠実の長男。鳥羽帝の頃より、摂政・関白を歴任する。
父・忠実同様武士の存在を見下しており、忠盛が殿上人になったのを祝う宴の席で、忠実と共に忠盛を侮辱した。弟・頼長を養子としていたが、父が頼長を偏愛したため対立するようになる。娘・聖子を崇徳帝に入内させるが懐妊しないことに焦り、得子と結託し彼女の子・躰仁（近衛帝）を聖子の養子として即位させる。近衛帝が崩御すると信西や得子と結託して頼長を排除し、復権を目指す。
保元の乱では後白河帝方につき、乱の終結後に功労者の清盛が招かれた宴の席で、かつて忠盛を侮辱したことを謝り、列席者達を驚かせた。その後は政界の重鎮として美福門院とともに行動し、平治の乱では美福門院とともに藤原信頼政権の堕落ぶりを嘆いた。後に二条帝が六波羅へと遷幸すると、他の公卿たちとともに六波羅へと参内する。乱後、清盛に摂関家の有職故実を伝え、また嫡男・基実に清盛の娘・盛子を嫁がせることで平家との縁戚関係を作ることで摂関家の生き残りを図り、清盛に摂関家の行く末を託して亡くなった。
藤原基実（ふじわら の もとざね）
演：村杉蝉之介
忠通の嫡男。関白・摂政。
忠通の後を受けて摂関の地位に就く。父の方針に従って清盛の次女・盛子を娶り、平家と縁戚関係を結び、朝廷での後ろ盾となるなど友好な関係を結んでいたが、若くして亡くなった。
盛子（もりこ）
演：八木のぞみ（幼少期：近藤里沙）
基実の妻。清盛の次女。
平家との姻戚関係を望む忠通の求めにより基実に嫁ぐ。基実の死後はその所領の多くを相続した。若くして病死し、その遺領は後白河院に召し上げられ、後に基房に与えられた。
藤原基通（ふじわら の もとみち）
演：永嶋柊吾（幼少期：大硲真陽）
基実の嫡男。
治承三年の政変で叔父・基房が解官されると、代って氏長者となり摂政の位に就いた。平家には友好的で宗盛と共に高倉帝に譲位を迫り、南都焼討の報に接した際も平家を弁護している。
藤原基房（ふじわら の もとふさ）
演：細川茂樹
忠通の次男。
平家と友好を結ぶ忠通・基実の方針に反対しており、基実の死後に氏長者を継承し、摂政になると平家と対立する。自分の乗る輿の行く手を阻んだ清盛の孫・資盛に恥辱を与える殿下乗合事件を起こし、重盛の事を穏便に収めようとする態度に気を良くしていたが、清盛の意を受けた時忠の郎党による報復に遭い、平家を恐れるようになる。後白河院と手を組み、盛子を介して平家に横領されていた摂関家の領地を取り戻し、息子・師家を権中納言に据える事で自家を摂関家の嫡流にせんと図るが、治承三年の政変で解官され、大宰府に流された。
藤原師家（ふじわら の もろいえ）
演：阿久津秀寿
基房の嫡男。
後白河院の引き立てで、本来の嫡流である従兄の基道を跳び越して権中納言となるが、治承三年の政変で解官される。
藤原兼実（ふじわら の かねざね）
演：相島一之
忠通の三男。宮中でも一、二を争う和歌の上手。
基房ともに平家と対立するが、時に過激な手法に出る兄に危惧を抱いていた。治承三年の政変後は反平家の立場を潜めていたが、南都焼討の報に接した際は舌鋒鋭く平家を非難した。

#### 新興貴族
信西（しんぜい）
（高階通憲 → 藤原通憲 → 信西）
演：阿部サダヲ
中流貴族。俗名・高階 通憲（たかしな の みちのり）。出身は藤原南家の学者の家だが、高階氏へ養子に入っている。清盛を「国の宝にも災いにもなれる男」と評して彼の才を早くから認め、折に触れて示唆に富んだ助言を与え、師とも親友とも呼べる関係となる。
当代一の学者として宮中の会議にも呼ばれるが、身分が低いというだけで意見を取り上げられず不満を抱えていた。宋語にも堪能で、出自ではなく実力で出世が出来る宋の国に憧れ、唐船に乗って宋に渡ろうと平家の海賊討伐に同行したこともある。雅仁親王の乳父となり、彼を「毒の巣」と酷評する一方で、出世の糸口ともなる「掌中の珠」として彼の皇位継承に出世の望みをかける。後に「道理の通らぬ世に愛想が尽きた」と称して出家し、その学識を活かして鳥羽院の相談役という形で政に関わっていく。
近衛帝が崩御すると雅仁を後継に推し、即位させる事に成功する。保元の乱の指導者となってその勝者となり、乱に加担した崇徳院や武士たちの処断を指示。その采配に激高した清盛に殴られるが、自らも頼長の真意を知り涙を流し「共にこの世を変えよう」と誘う。清盛と組んで朝廷最大の権力者となり、宋国の制度を手本とした朝政改革政策を次々と打ち出したことで民衆からは慕われるが、保守的な公卿らの反発を受けて孤立を深めていく。また平氏を引き立てるために源氏を徹底して冷遇したことが平治の乱の原因となった。
遣宋使実現のめどが立ち清盛に熊野詣を依頼するが、平治の乱が起こると源氏勢に邸を襲撃され、逃亡。山城・田原の山中に穴を掘って隠れ、平氏の助けを待つが、源氏方についた北面の武士に見つかり、追い詰められて自害する。その首は木に吊るされて晒され、民衆の涙を誘ったが、それを見た清盛は源氏を滅ぼすことを誓う。
藤原信頼（ふじわら の のぶより）
演：塚地武雅
後白河院の近臣。
さして政治の才能があるわけでもないが、後白河院の機嫌を取るのが上手く、院に気に入られて破格の出世を遂げる。そのため信西には長恨歌の安禄山に暗喩されていた。保元の乱ののち中納言にまで出世するが、自ら望む近衛大将の位を信西に阻まれて信西を憎むようになり、二条親政派や源氏と謀反を起こし、一時は信西を排除して権力を握るが、その地位に驕っている内に二条親政派に背信されて後白河院・二条帝を奪われ、義朝から「日本一の不覚人」と罵られる。平治の乱に敗れると後白河院の許に逃れて許しを請うが、見捨てられて平氏勢に捕えられ、六条河原で斬首された。
藤原家保（ふじわら の いえやす）
演：渡辺哲
中流貴族出身の公卿。白河院の近臣。家成の父。
平氏と姻戚関係にあり、その出世に大きく影響する。
藤原家成（ふじわら の いえなり）
演：佐藤二朗
中流貴族。鳥羽院の寵臣。忠盛の妻・池禅尼とは従兄弟にあたる。成親と経子の父。重盛の義父。
清盛元服の際に加冠役を務める等、縁戚関係のある平氏とは友好的に接し、鳥羽院の側近として忠盛・清盛の栄達を支えた。“野良犬”を気取る清盛に「世を変えたければ飼い犬となって吠えよ」と諭し、後に彼を北面の武士に推挙して清盛が世に出るきっかけを作った。鳥羽院に先立って病没するが、その際、見舞いに訪れた清盛に「逞しい野良犬になった」とその成長を喜び、息子・成親と養子・師光に平氏との結びつきを保つように遺言した。
藤原成親（ふじわら の なりちか）
演：吉沢悠
後白河院の近臣。藤原家成の嫡男。経子の兄。重盛の義兄。
父の死後、その家督を継承する。父の遺命通り平氏と深い誼を通じるが、本心ではやや距離を置こうとしている。後白河帝の寵臣として異例の昇殿を果たし、保元の乱では勝者の側に立ち、また別邸を平氏一門の家族の避難先に提供した。乱後は権勢を高める平氏へ接近するため、妹の経子を平重盛の妻に差し出す。以後、重盛を「我が義弟（おとうと）」と呼んで持ち上げるが、内心では潔癖すぎる性格の彼を「小者」と蔑んでいる。
後白河院の側近だが藤原信頼とは違い、信西の政治をそれなりに評価していた。しかし信頼と二条親政派の謀議に同席してしまい、なりゆきで謀反に加担してしまう。信頼が敗れると共に後白河院の許に逃れ、平氏勢に捕えられるが、清盛に「此度だけは、許しましょう。ですが、再び同じことをすれば･･･」と釘をさされた上で助命される。
後白河院の側近にして平家の姻戚という「どう転んでも安泰」な立場を宮中に構築していたが、嘉応の強訴事件で官職を奪われたことから平家を恨むようになり、後白河院・西光と共に平家打倒の陰謀を企むが、決行寸前に露見し、捕えられる。重盛のとりなしで死罪は免れ、備中に流されるが、清盛の内意で配流先で食事を与えられず、餓死させられた。
西光（さいこう）
（藤原師光 → 西光）
演：加藤虎ノ介
家成の養子。信西の家人。俗名は藤原師光（ふじわら の もろみつ）。
信西の側近として行動。時に苛烈な手段も厭わない信西に心酔していたが、後に信西の理想に共感しそれを支えてゆく。平治の乱でも逃亡する信西に最後まで従い、彼の死を見届けた。
乱終結後は出家し、信西から与えられた西光の法名を名乗る。戦後処分では捕えられた源頼朝の極刑を清盛に願い出たが、清盛が頼朝を助命したことから平家に不信感を抱き、朝子の頼みを受け入れて後白河院の側近となる。自分こそが信西の政の後継者であると考えており、財力に物を言わせる清盛のやり方を快く思っていない。
清盛の目指す宋との交易や宋銭の普及には理解を示して協力するが、相撲節会への支援を断られたり、清盛の陰謀で息子たちを流罪にさせられたことから平家に恨みを抱き、後白河院・藤原成親らと共に平家打倒の陰謀を目論むが、決行寸前に平家に露見して捕えられると清盛を「無頼の高平太」と面罵し、その国造りを「復讐に過ぎない」と言い放ち、激怒した清盛に散々に顔を踏みつけられ、朱雀大路で斬首された。
藤原師高（ふじわら の もろたか）/ 藤原師経（ふじわら の もろつね）
演：管勇毅（師高）/ 清水優（師経）
西光の息子。師高が兄、師経が弟。
師高が加賀守となると、師経がその目代となって加賀に赴くが、任地で延暦寺の末寺・宇河寺との間で争いを起こし、共に流罪に処された。鹿ケ谷事件で西光が処刑されると、連座してそれぞれの配流先で処刑された。
藤原邦綱（ふじわら の くにつな）
演：岡本信人
摂関家の家司。
後白河院の策略に与し、主君である藤原基実の死後、その所領の多くを未亡人となった盛子に相続させた。

#### その他の公卿
藤原長実（ふじわら の ながざね）
演：国広富之
白河院の近臣。得子の父。
白河院の近臣だったが、鳥羽院政下では不遇となって病に冒されると、自分亡き後の娘・得子の行く末を案じ、璋子にすがって得子を宮中に入れた。
藤原教長（ふじわら の のりなが）
演：矢島健一
崇徳院の近臣。
崇徳院が在位の頃よりの側近であり、美福門院らの策謀によって崇徳院が不遇をかこつ事になっても常に崇徳院を支え続けた。保元の乱で院方が敗れると崇徳院や味方の武士たちと最後まで行動を共にした。
藤原実能（ふじわら の さねよし）
演：小久保丈二
徳大寺藤原家の当主。佐藤義清の主人にあたる。
平忠盛が殿上人になった際に開かれた藤原家成邸での宴会に出席している。
藤原惟方（ふじわら の これかた）
演：野間口徹（保元元年時：矢柴俊博）
鳥羽院、二条帝の側近。
鳥羽院臨終の際、院御所を警固する。急報を聞きつけた崇徳院が参じた時は、鳥羽院の意思としてその対面を阻んだ。
後に二条親政派として台頭。派閥を異にし且つ政治路線の全く噛み合わない信西と対立を深め、同じく信西を憎む藤原信頼と派閥を超えて同盟して平治の乱を引き起こす。信西殺害には成功し信頼の下で立場の強化を図ろうとするも、御所を守る源氏軍の無秩序振りに懸念を感じ、藤原経宗と共に中立を保っていた清盛に接近する。清盛に信西殺害を厳しく糾弾されるが、その指示によって源氏兵に酒を振る舞わさせて戦闘不能状態とし、また監禁されていた二条帝を救出し、六波羅へと遷幸させた。
藤原経宗（ふじわら の つねむね）
演：有薗芳記
二条親政派の公卿。
藤原惟方とともに二条帝の側近として力を付けるが、信西への不満から惟方や院政派の藤原信頼とともに平治の乱の片棒を担ぐ。しかし信頼政権に不安を感じ、惟方とともに清盛に接近。監禁されていた後白河院と上西門院を密かに救出した。
その後左大臣にまで昇り、朝議に参加しているが、平家を支持したり非難したりと、時と場合で立場をころころと変えている。
藤原公教（ふじわら の きみのり）
演：並樹史朗
鳥羽院の近臣。
近衛帝が亡くなった後の帝位を定める王者議定に出席し、順当として重仁親王を推す。保元の乱後、崇徳院方の人々の処罰内容を決定する議定では議事進行を務める。
源雅定（みなもと の まささだ）
演：赤星昇一郎
鳥羽院の近臣。
既に入道しているが、近衛帝が亡くなった後の帝位を定める王者議定に出席する。後継者候補として鳥羽院と得子の皇女・暲子内親王の名を挙げる。保元の乱後、崇徳院方の人々の処罰内容を決定する議定にも引き続き参加している。
藤原宗輔（ふじわら の むねすけ）
演：正城慎太郎
鳥羽院の近臣。中納言。
鳥羽院御所で開催された重陽の節句の宴に出席。菊花を鳥羽院に献上した。
藤原公重（ふじわら の きんしげ）
演：枝川吉範
鳥羽院の近臣。
鳥羽院御所で開催された重陽の節句の宴に出席する。菊花の詠み人として佐藤義清を勧める。
花山院忠雅（かさんのいん ただまさ）
演：友吉鶴心
後白河院の近臣。
後白河院の意を受け、清盛を都から引き離すために嚴島参詣を行った。
藤原俊成（ふじわら の としなり）
演：花柳寿楽
高倉院政期の公卿。歌人。
上西門院が主催した高倉院を悼む歌会に西行らと共に参加していた。
源有仁（みなもと の ありひと）
演：青山義典
鳥羽院政期の公卿。
雅仁親王が元服の際、加冠役を務めた。

#### 宮仕えの女性たち
堀河局（ほりかわのつぼね）
演：りょう
璋子の女房。
優れた歌人であり、歌を通じて知り合った佐藤義清とは男女の関係となるが、璋子を救いたいという義清の想いを彼の傲慢と断じる。璋子が宮中を追われると共に出家し、彼女の最期も看取った。
上西門院が開いた高倉院を悼む歌会に姿を見せ、居合わせた西行にまだ生きていたことを驚かれていた。西行に雅な恋歌を詠みあっていた平安の世は間もなく終わるのではないかとの不安を口にした。
御影（みかげ）
演：横山めぐみ
得子の女房。
朝子（あさこ）
演：浅香唯
信西の妻。後白河帝の乳母。
奔放な雅仁親王（後白河帝）に振り回され、時には遠く美濃青墓にまで供奉する事になる。平治の乱で御所が源氏の軍に急襲されると御所を脱出し六波羅の平氏に助けを求め、熊野にいた清盛へ第一報がもたらされる事になる。乱の終結後は出家し引き続いて後白河院に仕え、出家していた西光に後白河院の近臣になるよう頼んだ。
健寿御前（けんじゅごぜん）
演：東風万智子
滋子の女房。

#### その他の貴族
高階基章（たかしな の もとあき）
演：平田満
下級貴族。明子の父。重盛・基盛の祖父。
住吉明神を篤く信仰しており、清盛との出会いを神の導きと信じて清盛に明子を妻にと勧める。後に明子が病に倒れると、取り乱す清盛を制した。
藤原季範（ふじわら の すえのり）
演：山口良一
熱田神宮大宮司。由良御前の父。義朝の義父。頼朝の祖父。
山賊に襲われていた所を東国へ向かう途中の源義朝に助けられる。由良は源氏の館を訪ねる際の口実として度々季範の名前を利用している。
平時信（たいら の ときのぶ）
演：蛭子能収
下級貴族。時子・時忠・滋子の父。高倉帝・宗盛・知盛・徳子・重衡の祖父。
冴えない風体で出世も思わしくなく、子の時忠には内心見下されている。
平康頼（たいら の やすより）
演：螢雪次朗
後白河院の近臣。鹿ヶ谷の陰謀に関与する。
俊寛（しゅんかん）
演：大島宇三郎
後白河院の近臣。法勝寺執行。鹿ヶ谷の陰謀に関与する。
原田種直（はらだ たねなお）
演：蟹江一平
大宰大監。
大宰府で実質的に行政主導を握っている在地豪族で、代々大宰大監の職を襲う家柄。独立志向の強い鎮西在地豪族に影響力を持っているが、それをダシにして日宋貿易の利権を握っていた。また朝廷への租税も滞りがちであったため、その催促として清盛が派遣された。当初は在地豪族の取り締まりを理由に渋っていたが、兎丸ら元海賊衆を動員した清盛によって制圧された。その後、平氏一門の女性を妻に娶る。

#### 北面の武士
光康（みつやす）
演：田中幸太朗
北面の武士。
清盛・義清の先輩にあたり、鳥羽院の外出時は牛車の先頭に立つなど北面の中心的存在。後に鳥羽院と崇徳院が対立すると、資遠や貞嗣らとともに鳥羽院の警固に当たる。平治の乱では義朝に味方し、残党狩りで山中に潜む信西を発見して自害に追い込んだ。
資遠（すけとお）/ 貞嗣（さだつぐ）
演：真島公平（資遠） / 奥村知史（貞嗣）
北面の武士。
光康と同じく清盛の先輩にあたる。平治の乱では光康とともに義朝に従う。

### 寺社勢力

#### 比叡山延暦寺
明雲（みょううん）
演：腹筋善之介
延暦寺の所司。後に天台座主に就任する。
度々強訴を邪魔されたことから平氏に不満を持っており、清盛が神輿を射た一件を利用して忠盛・清盛の流罪を目論む。二条院の弔問に際しては後白河院に従って山法師たちを率いて御所へ乱入するが、居合わせた清盛に一喝される。
清盛出家の際に戒師を依頼され、長年対立していた平家一門と和解する。延暦寺と対立する園城寺の僧の戒師で出家した後白河院に不満を持ち、嘉応の強訴を起こし、一時は内裏に居座ったが、清盛の仲裁で矛を収めた。清盛の意を受けて延暦寺の末寺を使って西光の息子達を流罪に追い込むが、清盛への挑発を企図した後白河院の命で捕えられ、伊豆に流される。しかし、途上の近江で山法師たちによって救出された。
金覚（きんかく） / 銀覚（ぎんかく）
演：新崎人生（金覚） / 脇知弘（銀覚）
延暦寺の僧兵の兄弟。金覚が兄で銀覚が弟。兎丸の幼馴染。
祇園社の境内で清盛らに因縁をつけ、兎丸の頭突きを食らった銀覚が神域で血を流したことが祇園闘乱事件を引き起こす。後に延暦寺が起こした数々の強訴や明雲の救出にも参加している。

#### 嚴島社
佐伯景弘（さえき かげひろ）
演：温水洋一
嚴島社の社司。
安芸守に就任して安芸国に赴いた清盛を訪ね、嚴島社の保護を依頼する。
春夜（しゅんや）
演：渡辺邦斗（少年期：野村周平）
宋人。桃李の兄。
元は貿易商とともに来日したが、その商船を襲った兎丸ら海賊に共鳴し、兎丸の配下となる。兎丸が清盛に降ると一度は都へ同行するが、後に別れて嚴島社の神人となる。

### 京都の人々
祇園女御（ぎおんのにょうご）
（祇園女御 → 乙前）
演：松田聖子
白拍子。
かつては白河院の愛妾で、絶対権力者の白河院にも臆せず意見できる数少ない人物だった。同じ境遇の舞子を妹同然に思っており、その遺児である平太（清盛）を可愛がる。清盛の成長を見届けると都を去って故郷に帰るが、その際に白河院の撒いた災いの種の芽吹きを予言する。
その後は故郷の美濃青墓で白拍子・乙前（おとまえ）と名乗って暮らしていたが、青墓を訪れた雅仁親王（後白河帝）に底知れぬ力を見出す。
その後、五節の舞の舞姫として都に現れ、後白河院の今様の師となり、清盛とも再会する。以後は清盛と後白河院の傍近くで二人の「国の頂をめぐる双六遊び」を見守る。鹿ヶ谷の陰謀後は病に伏していたが、国の頂に立った清盛の前に何故か再び祇園女御の姿となって現れ、彼に国の頂からの眺めを問い、別れを告げた直後に姿を消す。
朧月（おぼろづき）
演：隆大介
盗賊の頭。兎丸の父。
都を荒らし回るが、貧しい人々からは決して盗みを行わなかった。平正盛の討伐軍に追い詰められ、忠盛に斬られた。最期に「お前達が人を斬るのと俺が盗みを働くのは同じ」と叫んで絶命する。
茂貞（しげさだ）
演：徳井優
常盤御前の父。
娘・常盤の縁で源義朝の保護を受けるようになる。後に常盤に宮仕えの話が舞い込んだ際には常盤を説得した。保元の乱に際しては常盤や妻・梓らとともに義朝邸へと避難する。
常明（じょうみょう）
演：佐々木睦
絵仏師。
雅仁親王お気に入りの絵仏師で、信西によって清盛に紹介され、高野山に奉納する曼荼羅の製作に取り掛かる。最後の仕上げに、清盛も筆を入れるように提案した。
梓（あずさ）
演：水木薫
常盤御前の母。茂貞の妻。
病弱であり、その看護のために常盤は酒売りなどをして生計を助けていた。後に保元の乱が起こると、常盤らとともに義朝の邸宅に避難する。その際、正妻・由良に謙虚な態度を貫く常盤を心配するが、逆に常盤に諭される。
長門（ながと）
演：豊真将
相撲人
信西が復活させた伝統行事である相撲節会において、左の大将として後白河院の前で相撲を奉納した。

### 東国の人々

#### 伊東家
伊東祐親（いとう すけちか）
演：峰竜太
伊豆国の豪族。平家の家人。
平家より流人である頼朝の監視役を命じられている。後に京都大番役のために上洛し、そこで清盛そして平家の権勢を目の当たりにして、平家に対し畏敬と恐れの念を抱くようになる。帰国後、娘・八重姫が頼朝と恋仲になり、子・千鶴丸まで成したことを知って、平家への聞こえを憂慮して自らの孫でもある千鶴丸を殺害した。
石橋山の戦いにも平家方として参戦し、頼朝と対峙した。富士川の戦いにも伊豆から海路で平家方に参陣しようとしたが、源氏方に阻まれて捕えられたことが語られている。
八重姫（やえひめ）
演：福田沙紀
祐親の娘。
京都の文化に憧れを抱いており、父の上洛後、京文化に精通する者として源頼朝と接する内に恋に落ち、彼との間に男子・千鶴丸を儲ける。
父・祐親に初孫である千鶴丸を見せるが、平家を憚った祐親に千鶴丸を殺されてしまう。
伊三郎（いさぶろう）
演：やべきょうすけ
伊東家の家人。
八重姫に近侍しており、彼女の願いを聞き入れて源頼朝への伝手を求める。
藤九郎とはよく顔を合わせる間柄。

#### 北条家
北条時政（ほうじょう ときまさ）
演：遠藤憲一
伊豆国の豪族。政子の父。
頼朝の流刑地・蛭ヶ小島の程近くに館を構えており、畑仕事が趣味で作物を手に時々頼朝の配所を訪ねている。
頼朝の境遇には同情しているが、頼朝と八重姫の一件があってからは周囲の勧めもあり政子の縁談を考えるようになり、頼朝に近づこうとする政子を危惧する。
そのため頼朝と政子から結婚の申し出を受けた際も難色を示すが、頼朝の「源氏の男として生きる」という決心を聞き、彼に賭けることを決意して承諾する。
牧の方（まきのかた）
演：築山万有美
時政の妻。
北条義時（ほうじょう よしとき）
演：中山卓也
時政の息子。政子の弟。幼名は小四郎（こしろう）。

#### 奥州藤原氏
藤原秀衡（ふじわら の ひでひら）
演：京本政樹
奥州藤原氏の棟梁。
都から離れた奥州に独自の勢力を築き、宋との交易も行っている。宋への貢物に奥州の金を欲する清盛の後押しで朝廷から鎮守府将軍に任じられる。
朝廷を壟断し、諸国の富を独占しようとする平家を苦々しく思っている。そのため、義経を平家を倒せる男と見込んで期待しており、挙兵の折には平泉の富と兵力を存分に使わせることを約束していた。しかし、義経が頼朝への加勢を望むと若い義経が才能を利用され、用済みになると粛清される危険性を指摘して出立を止めるが、義経と弁慶の熱意に押されて旅立ちを認めた。
藤原泰衡（ふじわら の やすひら）
演：小林高鹿
秀衡の子。

#### 源氏方の東国武士
三浦義明（みうら よしあき）
演：菅田俊
相模国の豪族。
義朝の家人になることを条件に領地争いへの助太刀を要請する。
北条時政の友人であり、上総常澄らと館に集っては酒を酌み交わして平家への不満を口にし、頼朝にも何度も決起を促していた。頼朝が挙兵すると援軍に駆けつけようとするが、平家方に阻まれ、一族郎党を頼朝の許へ送り出した後、衣笠城にて討ち死にしたことが子の義澄によって語られている。
上総常澄（かずさ つねずみ）
演：きたろう
上総国の豪族。
領地争いに義朝の助力を仰ぎ、その武勇に惚れ込んで家人となる。三浦義明や北条時政とは共に酒を酌み交わす仲。後に大番役の勤めが原因で体調を崩し、亡くなった。
波多野義通（はたの よしみち）
演：コング桑田
相模国の豪族。
義朝の家人となり、彼に館を提供し、妹・通子を側室としてさしだす。
佐々木秀義（ささき ひでよし）
演：建蔵
近江国の豪族。
平治の乱で源義朝に従ったために領地を失い、東国に流れてきた。男子が多くあるため、北条時政からその一人を政子の婿に望まれ快諾するが、直後に対面した政子のお転婆振りに慌てて断った。
佐々木定綱（ささき さだつな）/ 佐々木経高（ささき つねたか）
演：関貴昭（定綱）/ 高村昇平（経高）
秀義の息子たち。定綱は長男、経高は次男。
上総広常 （かずさ ひろつね）
演：高杉亘
上総国の豪族。常澄の子。
頼朝の下に二千の兵を率いて参陣するが、当初は頼朝を侮り、場合によっては討ち取る腹積りであった。しかし頼朝に遅参を咎められ、立ち去れと言われてその将器に感服し、忠誠を誓う。
梶原景時（かじわら かげとき）
演：浜田学
相模国の豪族。
石橋山の戦いには平家方で参戦。戦いに敗れて洞窟に潜んでいた頼朝一行を発見するが、頼朝の将器を見抜いて敢えて見逃した。後に源氏方に降伏し、石橋山での恩義から御家人に取り立てられる。
土肥実平（どい さねひら）
演：モロ師岡
相模国の豪族。
武田信義（たけだ のぶよし）
演：永澤俊矢
甲斐源氏の武将。
富士川の戦いでは平家方への奇襲を提案し、自ら奇襲部隊の指揮を執った。
三浦義澄（みうら よしずみ）
演：谷本一
相模国の豪族。三浦義明の子。
千葉常胤（ちば つねたね）
演：伊藤昌一
上総国の豪族。

#### 平家方の東国武士
山木兼隆（やまき かねたか）
演：中村竜
伊豆国の目代。
平家と縁故があり、政子との縁談が決まりかけていたが、彼女が頼朝と結ばれたため破談となる。頼朝挙兵の際の最初の標的となり、討ち取られた。
大庭景親（おおば かげちか）
演：木下政治
相模国の豪族。
先祖は源義家と後三年の役を戦った鎌倉景政だが、自身は平家の恩義に重きを置いている。石橋山で頼朝と戦い勝利する。富士川の戦いにも平家方として参陣しようとするが、源氏方に阻まれて果せず。後に頼朝に降伏して斬首された。

### 西国の人々
仏御前（ほとけごぜん）
演：木村多江
白拍子。
清盛に舞を献上して気に入られ、寵愛を一身に受けるが、次第に狂気に染まっていく清盛に恐れをなし、逃亡しようとして殺されかける。清盛はその姿に舞子の面影を見出し、闇の中から抜け出す切っ掛けとなった。
滝次（たきじ）
演：河原崎建三
瀬戸内の漁民で、村長を務める。平盛国（鱸丸）の実父。
平忠盛の知己で、瀬戸内の巡察の際によく同行していた。後に白河院の出した殺生禁断令のために、餓える息子や村の民を見かねて漁をした事で捕らえられ、清盛が白河院に赦免を嘆願したものの跳ね除けられ、獄死する。
国松（くにまつ）/ 時松（ときまつ）/ 蝉松（せみまつ）
演：白倉裕二（国松）/ 内野謙太（時松）/ 原勇弥（蝉松）
瀬戸内の漁師たち。
家を飛び出した清盛の郎党となって海賊退治などをしていた。清盛と共に都に送られて投獄され清盛の手引きで一度は脱獄するが、再び捕らえられる。後に釈放され鱸丸の紹介で瀬戸内の漁師に預けられる。平家の海賊討伐の際には加勢に駆けつけた。
後に大輪田泊の普請にも参加する。その際、事故で重傷を負った自分を人柱にと願う蝉松を清盛が制止せず、なおかつ泊の工期を延期させようとしない態度が、兎丸を清盛から離反させる直接の原因となった。
祇王（ぎおう） / 祇女（ぎにょ）
演：尾上紫（祇王） / 花影アリス（祇女）
白拍子の姉妹。
清盛に舞を献上して彼の寵愛を得るが、仏御前が現れると居場所をなくし清盛の下を去るが、捕えられて仏御前の無聊を慰めるための余興として舞を舞わせられた。

### 宋人
周新（しゅう しん）
演：桜金造
宋国の商人。
平氏と懇ろの商人であり、平氏の密貿易の相手。後に福原に呼ばれ、宋の使者を呼ぶための仲立ちを依頼され、伝手がないと断ろうとしたが、清盛から関係を解消すると脅され、慌てて仲立ちを買って出る。
淡海（たんかい）
演：植本潤
宋国出身の僧侶。
鳥羽院に招かれてその拝謁にあずかった際、宋国の言葉を解し、その博識ぶりを披露した信西に深く感動し、生身観音と称えた。
趙（ちょう）
演：住田隆
宋国の遣使。

## スタッフ
- 作：藤本有紀
- 音楽：吉松隆
  - テーマ音楽演奏：NHK交響楽団
  - テーマ音楽指揮：井上道義
  - テーマピアノ演奏：舘野泉
  - 演奏：東京フィルハーモニー交響楽団
  - 歌唱：松浦愛弓
- 題字：金澤翔子
- 時代考証：髙橋昌明 / 本郷和人
- 風俗考証：二木謙一
- 儀式儀礼考証：佐多芳彦
- 建築考証：平井聖
- 衣裳考証：小泉清子
- 殺陣武術指導：林邦史朗
- 所作指導：花柳寿楽[注 12]
- 人物デザイン監修：柘植伊佐夫
- 芸能指導：友吉鶴心[注 11]
- 馬術指導：田中光法 / 川村英之
- 助産指導：三宅はつえ
- 流鏑馬指導：小笠原清忠
- 書道指導：望月暁云
- 中国語指導：陳浩 / 朱怡頴
- 相撲指導：高田川勝巳 / 大山進
- 雅楽 / 龍笛指導：稲葉明徳
- 仏像彫り指導：向吉悠睦
- 曼荼羅指導：染川英輔
- 囲碁指導：河野光樹 / 上田崇史
- 舞踊指導：TAKAHIRO
- 仏事指導：小峰智行[注 14] / 末廣正栄
- 讃岐ことば指導：西村奈歩
- 剃髪指導：東京都理容生活衛生同業組合
- 相撲監修：日本相撲協会
- 撮影協力：広島県 / 広島県呉市 / 広島県廿日市市 / 兵庫県神河町 / 岩手県奥州市 / 岩手県金ケ崎町 / 滋賀県 / 滋賀県大津市 / 滋賀県甲賀市 / 和歌山県串本町 / 長野県上松町 / 三重県熊野市 / 三重県御浜町 / 栃木県塩谷町 / 千葉県匝瑳市 / 神奈川県三浦市 / 茨城県常陸大宮市 / 兵庫県神戸市 / 嚴島神社 / 新江ノ島水族館
- タイトル舞踊：鍵田真由美
- タイトル弓術指導：小笠原清忠
- タイトルCG：西郡勲
- CG制作：東映アニメーション
- 雅楽演奏：伶楽舎
- 資料提供：兵庫県神戸市 / 大徳寺龍光院 / 宮内庁東京事務局 / 東京国立博物館 / 清浄光寺 / 大山祇神社 / 田中重 / 山岡健八 / 小峰和子 / 野口禎子 / 金順子
- 特殊メイク監修：江川悦子
- 語り：岡田将生[注 6]
- 副音声解説：宗方脩
- 制作統括：磯智明 / 落合将
- プロデューサー：櫻井壮一
- 演出：柴田岳志 / 渡辺一貴 / 中島由貴 / 佐々木善春/ 橋爪紳一朗 / 中野亮平

### 清盛紀行
- 語り：井上あさひ
- 指揮：藤岡幸夫
- 演奏：東京フィルハーモニー交響楽団
- ピアノ：舘野泉（第一回 - 第十四回）
- バイオリン：木嶋真優（第一回 - 第十四回）
- チェロ：長谷川陽子（第十五回 - 第三十回）
- 二十絃筝：吉村七重（第十五回 - 第三十回）
- ソプラノ：市原愛（第三十一回 - ）

### 挿入曲
「タルカス」より『噴火』『マンティコア』『アクアタルカス』
- 作曲：キース・エマーソン
- 編曲：吉松隆

「アヴェ・マリア」
- 作曲：ウラディーミル・ヴァヴィロフ
- ピアノ演奏：舘野泉

「サイバーバード協奏曲」
- 作曲：吉松隆
- サクソフォーン演奏：須川展也

## 受賞歴
- 第37回エランドール賞
  - 新人賞（武井咲）

## 放送

### オープニング
平清盛の題字の右側に「大河ドラマ」のクレジットが入る。

### 通常放送時間
- NHK総合：日曜日20時 - 20時45分
- NHK BSプレミアム：日曜日18時 - 18時45分
- （再放送）NHK総合：土曜日13時05分 - 13時50分

### 放送日程
- 第1回は拡大版（75分間）。
- ロンドン五輪の中継放送延長に伴い、第30回の総合テレビでの本放送（7月29日）が22時2分開始に繰り下げ（当初の予定は21時）となった[54]（BSプレミアムでの放送時間は通常通り）他、8月12日が放送休止[55][56]。再放送については五輪開催期間中はすべて定刻通り[56]。
- 第49回（12月16日）の総合テレビでの本放送については、第46回衆議院議員総選挙と2012年東京都知事選挙の開票速報特番に伴い、19時10分からの繰り上げ放送[57]。
- 最終回の総合テレビでの再放送（12月29日）については、第92回天皇杯全日本サッカー選手権大会準決勝の生中継に伴い、12時15分からの繰り上げ放送。

| 放送回                                                     | 放送日   | サブタイトル               | 演出       | きょうの見どころ       | 清盛紀行                                                          | 視聴率 |
| ---------------------------------------------------------- | -------- | -------------------------- | ---------- | ---------------------- | ----------------------------------------------------------------- | ------ |
| 第一回                                                     | 01月08日 | ふたりの父                 | 柴田岳志   | -                      | 嚴島神社（広島県廿日市市）                                        | 17.3%  |
| 第二回                                                     | 01月15日 | 無頼の高平太               | 柴田岳志   | -                      | 石清水八幡宮（京都府八幡市）                                      | 17.8%  |
| 第三回                                                     | 01月22日 | 源平の御曹司               | 渡辺一貴   | -                      | 伊勢平氏発祥伝説地（三重県津市）                                  | 17.2%  |
| 第四回                                                     | 01月29日 | 殿上の闇討ち               | 渡辺一貴   | -                      | 平等院（京都府宇治市） 得長寿院跡（京都府京都市）                 | 17.5%  |
| 第五回                                                     | 02月05日 | 海賊討伐                   | 柴田岳志   | -                      | 和田神社（兵庫県神戸市）                                          | 16.0%  |
| 第六回                                                     | 02月12日 | 西海の海賊王               | 柴田岳志   | -                      | 忠海（広島県竹原市）                                              | 13.3%  |
| 第七回                                                     | 02月19日 | 光らない君                 | 渡辺一貴   | （タイトルなし）       | 住吉大社（大阪府大阪市）                                          | 14.4%  |
| 第八回                                                     | 02月26日 | 宋銭と内大臣               | 渡辺一貴   | （タイトルなし）       | 櫛田宮（佐賀県神埼市）                                            | 15.0%  |
| 第九回                                                     | 03月04日 | ふたりのはみだし者         | 中島由貴   | 雅仁親王 登場          | 法住寺 / 法住寺陵（京都府京都市）                                 | 13.4%  |
| 第十回                                                     | 03月11日 | 義清散る                   | 中島由貴   | 義清 禁断の恋          | 勝持寺（京都府京都市） 吉野山 西行庵（奈良県吉野町）              | 14.7%  |
| 第十一回                                                   | 03月18日 | もののけの涙               | 渡辺一貴   | 得子の野心             | 六波羅蜜寺（京都府京都市）                                        | 13.2%  |
| 第十二回                                                   | 03月25日 | 宿命の再会                 | 渡辺一貴   | ライバル再び           | 法金剛院（京都府京都市）                                          | 12.6%  |
| 第十三回                                                   | 04月01日 | 祇園闘乱事件               | 中島由貴   | 平氏vs寺社             | 八坂神社（京都府京都市）                                          | 11.3%  |
| 第十四回                                                   | 04月08日 | 家盛決起                   | 中島由貴   | -                      | 熊野本宮大社（和歌山県田辺市）                                    | 13.7%  |
| 第十五回                                                   | 04月15日 | 嵐の中の一門               | 柴田岳志   | -                      | 金剛峰寺（和歌山県高野町）                                        | 12.7%  |
| 第十六回                                                   | 04月22日 | さらば父上                 | 渡辺一貴   | -                      | 音戸の瀬戸（広島県呉市）                                          | 11.3%  |
| 第十七回                                                   | 04月29日 | 平氏の棟梁                 | 中島由貴   | 新棟梁誕生             | 鶴岡八幡宮（神奈川県鎌倉市）                                      | 13.9%  |
| 第十八回                                                   | 05月06日 | 誕生、後白河帝             | 柴田岳志   | 帝の世継問題           | 円興寺（岐阜県大垣市）                                            | 13.5%  |
| 第十九回                                                   | 05月13日 | 鳥羽院の遺言               | 渡辺一貴   | 仕掛け人 信西          | 安楽寿院（京都府京都市）                                          | 14.7%  |
| 第二十回                                                   | 05月20日 | 前夜の決断                 | 佐々木善春 | 帝方か 上皇方か        | 熱田神宮（愛知県名古屋市）                                        | 11.8%  |
| 第二十一回                                                 | 05月27日 | 保元の乱                   | 中島由貴   | 身内同士の争い         | 高松神明神社（京都府京都市）                                      | 10.2%  |
| 第二十二回                                                 | 06月03日 | 勝利の代償                 | 柴田岳志   | 激戦の末に             | 興福寺（奈良県奈良市） 相国寺（京都府京都市）                     | 11.0%  |
| 第二十三回                                                 | 06月10日 | 叔父を斬る                 | 渡辺一貴   | 忠正に下された裁断     | 船岡山公園（京都府京都市）                                        | 11.6%  |
| 第二十四回                                                 | 06月17日 | 清盛の大一番               | 佐々木善春 | 政の中枢へ食い込め     | 太宰府天満宮（福岡県太宰府市）                                    | 12.1%  |
| 第二十五回                                                 | 06月24日 | 見果てぬ夢                 | 柴田岳志   | 平氏と源氏の差         | 地御前神社（広島県廿日市市）                                      | 10.1%  |
| 第二十六回                                                 | 07月01日 | 平治の乱                   | 渡辺一貴   | 平治の乱 その発端      | 熊野那智大社（和歌山県那智勝浦町） 熊野速玉大社（和歌山県新宮市） | 13.2%  |
| 第二十七回                                                 | 07月08日 | 宿命の対決                 | 渡辺一貴   | 平治の乱 勃発          | 光念寺（京都府京都市）                                            | 11.7%  |
| 第二十八回                                                 | 07月15日 | 友の子、友の妻             | 柴田岳志   | （タイトルなし）       | 大御堂寺（愛知県美浜町）                                          | 11.2%  |
| 第二十九回                                                 | 07月22日 | 滋子の婚礼                 | 中島由貴   | 公卿に登りつめた清盛   | 青蓮院門跡（京都府京都市）                                        | 10.7%  |
| 第三十回                                                   | 07月29日 | 平家納経                   | 中島由貴   | （タイトルなし）       | 鼓岡神社（香川県坂出市）                                          | 11.4%  |
| 第三十一回                                                 | 08月05日 | 伊豆の流人                 | 柴田岳志   | -                      | 櫛田神社（福岡県福岡市）                                          | 07.8%  |
| 第三十二回                                                 | 08月19日 | 百日の太政大臣             | 渡辺一貴   | （タイトルなし）       | 蛭ヶ島公園（静岡県伊豆の国市 / 伊東市）                           | 10.7%  |
| 第三十三回                                                 | 08月26日 | 清盛、五十の宴             | 中島由貴   | （タイトルなし）       | 音戸の瀬戸（広島県北広島町 / 呉市）                               | 09.3%  |
| 第三十四回                                                 | 09月02日 | 白河院の伝言               | 柴田岳志   | -                      | 賀茂神社（兵庫県たつの市）                                        | 11.1%  |
| 第三十五回                                                 | 09月09日 | わが都、福原               | 渡辺一貴   | （タイトルなし）       | 雪見御所旧跡碑（兵庫県神戸市）                                    | 10.5%  |
| 第三十六回                                                 | 09月16日 | 巨人の影                   | 中島由貴   | （タイトルなし）       | 嚴島神社（広島県廿日市市）                                        | 10.1%  |
| 第三十七回                                                 | 09月23日 | 殿下乗合事件               | 橋爪紳一朗 | 清盛が思い描いた夢     | 若一神社（京都府京都市）                                          | 10.5%  |
| 第三十八回                                                 | 09月30日 | 平家にあらずんば人にあらず | 渡辺一貴   | 清盛 究極の一手        | 鞍馬寺（京都府京都市）                                            | 14.3%  |
| 第三十九回                                                 | 10月07日 | 兎丸無念                   | 柴田岳志   | -                      | 勝福寺（兵庫県神戸市）                                            | 09.7%  |
| 第四十回                                                   | 10月14日 | はかなき歌                 | 中島由貴   | 清盛と後白河院のかけ橋 | 平野神社（京都府京都市）                                          | 09.6%  |
| 第四十一回                                                 | 10月21日 | 賽の目の行方               | 佐々木善春 | 次に良い目を出すのは   | 伊豆山神社（静岡県伊豆の国市）                                    | 07.9%  |
| 第四十二回                                                 | 10月28日 | 鹿ヶ谷の陰謀               | 渡辺一貴   | （タイトルなし）       | 徳林庵（京都府京都市）                                            | 08.9%  |
| 第四十三回                                                 | 11月04日 | 忠と孝のはざまで           | 柴田岳志   | （タイトルなし）       | 長楽寺（京都府京都市）                                            | 10.2%  |
| 第四十四回                                                 | 11月11日 | そこからの眺め             | 中島由貴   | （タイトルなし）       | 浄教寺（京都府京都市）                                            | 10.4%  |
| 第四十五回                                                 | 11月18日 | 以仁王の令旨               | 渡辺一貴   | （タイトルなし）       | 義経堂（岩手県平泉町）                                            | 07.3%  |
| 第四十六回                                                 | 11月25日 | 頼朝挙兵                   | 柴田岳志   | -                      | 荒田八幡神社（兵庫県神戸市）                                      | 10.3%  |
| 第四十七回                                                 | 12月02日 | 宿命の敗北                 | 中島由貴   | （タイトルなし）       | 八幡神社（静岡県清水町）                                          | 10.8%  |
| 第四十八回                                                 | 12月09日 | 幻の都                     | 中野亮平   | （タイトルなし）       | 東大寺（奈良県奈良市）                                            | 10.4%  |
| 第四十九回                                                 | 12月16日 | 双六が終わるとき           | 渡辺一貴   | （タイトルなし）       | 能福寺（兵庫県神戸市）                                            | 09.2%  |
| 最終回                                                     | 12月23日 | 遊びをせんとや生まれけむ   | 柴田岳志   | -                      | 赤間神宮（山口県下関市）                                          | 09.5%  |
| 平均視聴率 12.0%（視聴率は関東地区・ビデオリサーチ社調べ） |          |                            |            |                        |                                                                   |        |

※各回視聴率

### 総集編
下記はいずれも総合テレビでの放送日程。先んじてBSプレミアムでは2012年12月30日の18:00から一挙3回分を連続放送。各59分。
| 放送回 | 放送日       | 放送時間      | サブタイトル   | 視聴率 |
| ------ | ------------ | ------------- | -------------- | ------ |
| 第1回  | 2013年1月2日 | 17:00 - 17:59 | 武士の世       |        |
| 第2回  | 2013年1月3日 | 17:00 - 17:59 | 保元・平治の乱 |        |
| 第3回  | 2013年1月3日 | 18:00 - 18:59 | 海の都         |        |

## 関連商品

### ソフトウェア
Blu-ray-BOXとDVD-BOXがジェネオン・ユニバーサルから発売。
- NHK大河ドラマ 平清盛 完全版 第壱集（2012年11月21日発売）
- NHK大河ドラマ 平清盛 完全版 第弐集（2013年3月6日発売）
- NHK大河ドラマ 平清盛 総集編（2013年5月10日発売）

### 書籍
- NHK大河ドラマ・ストーリー 平清盛 前編 ISBN 978-4-14-923359-8（2011年12月20日発売、NHK出版）
- NHK大河ドラマ・ストーリー 平清盛 後編 ISBN 978-4-14-923360-4（2012年5月30日発売、NHK出版）
- NHK大河ドラマ・ストーリー 平清盛 完結編 ISBN 978-4-14-923361-1（2012年10月31日発売、NHK出版）
- NHK大河ドラマ 歴史ハンドブック 平清盛 ISBN 978-4-14-910802-5（2011年12月20日発売、NHK出版）

ノベライズ
NHK出版より刊行。青木邦子による公式ノベライズ。全4巻。
1. 平清盛 一、 ISBN 978-4-14-005613-4（2011年11月29日発売）
2. 平清盛 二、 ISBN 978-4-14-005614-1（2012年3月27日発売）
3. 平清盛 三、 ISBN 978-4-14-005615-8（2012年7月28日発売）
4. 平清盛 四。 ISBN 978-4-14-005616-5（2012年10月30日発売）

### CD
- 大河ドラマ『平清盛』オリジナル・サウンドトラック（2012年2月1日発売。日本コロムビア）
- 大河ドラマ『平清盛』オリジナル・サウンドトラック 其の二（2012年9月19日発売。日本コロムビア）
  - 2曲目の「遊びをせんとや（サンプル音源）」では、初音ミクが使用されている。
- 平清盛×吉松隆 音楽全仕事 NHK大河ドラマ『平清盛』オリジナル・サウンドトラック（2012年12月5日発売。日本コロムビア）
  - 5枚組

## ドラマ舞台地の誘致運動・反応
- NHK大河ドラマ50年 特別展「平清盛」[59]

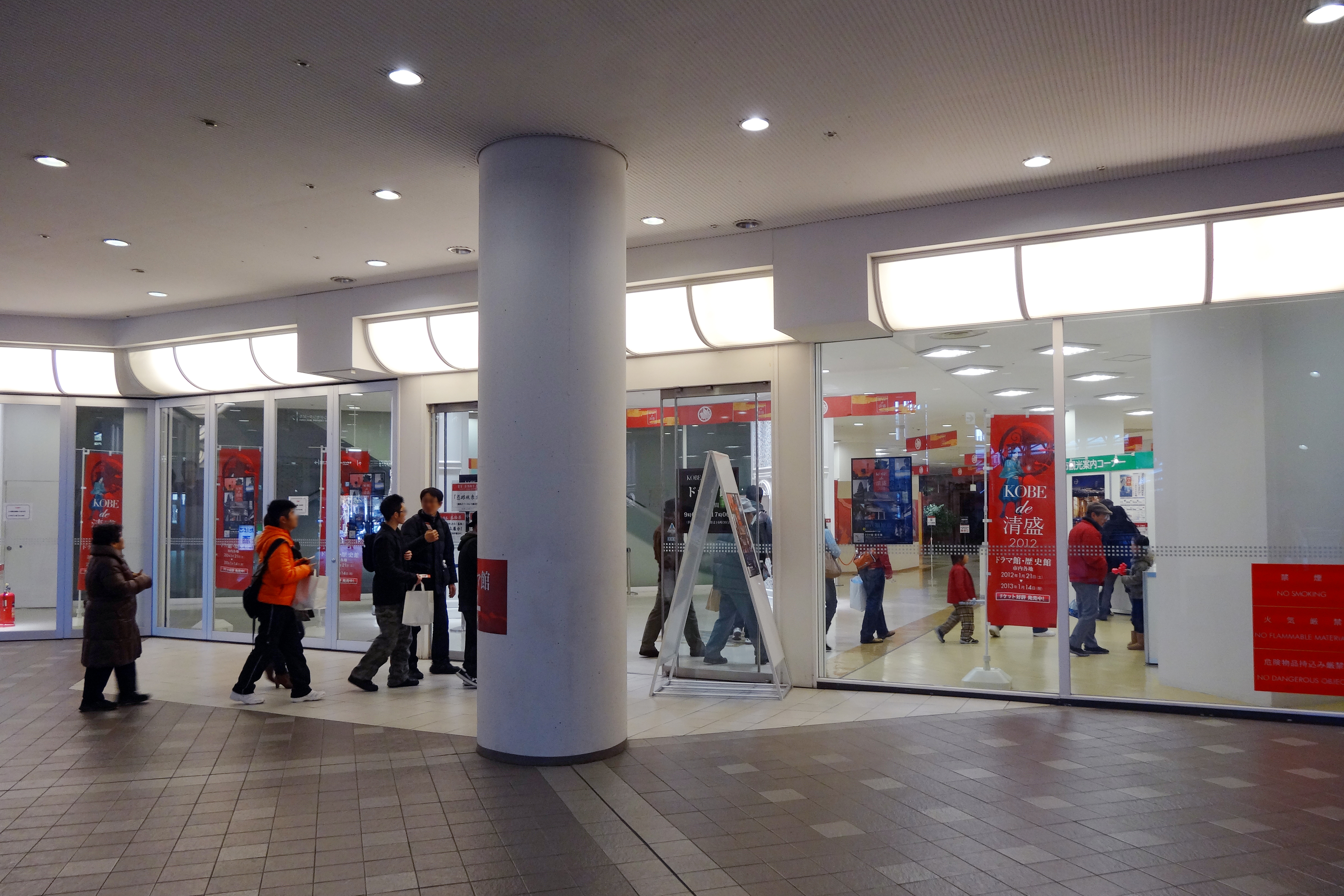
Kobe de 清盛ドラマ館

  - 2012年1月2日 - 2月5日 江戸東京博物館
  - 2012年2月25日 - 4月8日 神戸市立博物館
  - 2012年4月21日 - 6月3日 広島県立美術館
  - 2012年6月16日 - 7月17日 京都文化博物館
- 平清盛 音戸の瀬戸ドラマ館（2012年1月14日 - 2013年1月14日：音戸の瀬戸（呉市）[60]）
- KOBE de 清盛 2012

（2012年1月21日 - 2013年1月14日：神戸市）

## 観光への影響
- 広島県推進協議会が、広島県の観光PRキャラバン隊として「ひろしま清盛隊」を結成。着ぐるみの「ひろしま清盛」、まなみのりさが扮する美少女3人衆「ひろしま清盛美少女隊」、嘉門達夫が扮する「平成の琵琶法師」の3組で構成されている[62]。
- ドラマの放映に伴って、2012年1月に神戸市の観光キャンペーン「KOBE de 清盛2012」のPRキャラバン隊「神戸・清盛隊」が結成された[63]。2013年1月14日に一旦活動を終了したが、ファンの熱烈なラブコールに4月1日にブログにて復活宣言、そして5月3日に復活イベントを果たす[64]。